# 5·18 광주 민주화 운동
5·18 광주 민주화 운동(五一八光州民主化運動) 혹은 5·18 민주화 운동(五一八民主化運動), 광주민중항쟁(光州民衆抗爭)은 1980년 5월 18일부터 5월 28일까지 광주시민과 전라남도민이 중심이 되어, 조속한 민주 정부 수립, 전두환 보안사령관을 비롯한 신군부 세력의 퇴진 및 계엄령 철폐 등을 요구하며 전개한 대한민국의 민주화 운동이다. 이 사건으로 인해 민간인에 대한 학살이 벌어지며 다수의 희생자와 피해자가 발생했다. 
당시 광주 시민은 신군부 세력이 집권 시나리오에 따라 실행한 5·17 비상계엄 전국확대 조치로 인해 발생한 헌정 파괴·민주화 역행에 항거했으며, 신군부는 사전에 시위 진압 훈련을 받은 공수부대를 투입해 이를 폭력적으로 진압하여 수많은 시민이 희생되었다. 이후 무장한 시민군과 계엄군 사이에 지속적인 교전이 벌어져 다수의 사상자가 발생하였다. 대한민국 내 언론 통제로 독일 제1공영방송 ARD의 위르겐 힌츠페터 기자가 5·18 광주 민주화 운동과 그 참상을 세계에 처음으로 알렸다.
1995년 자 ‘5·18민주화운동 등에 관한 특별법’ 제정으로 희생자에게 하는 보상 및 희생자 묘역 성역화가 이뤄졌고, 1997년에 '5.18민주화운동'을 국가기념일로 제정해 1997년부터 대한민국 정부 주관 기념행사가 열렸다.
이 사건을 모티브로 하여 만들어진 대표적인 영화로 《꽃잎》, 《화려한 휴가》, 《26년》, 《택시운전사》 등이 있으며, 2024년 대한민국 최초로 노벨 문학상을 받은 한강 작가의 소설 《소년이 온다》도 이 사건을 다룬 작품이다.
2011년 5월에는 5·18 광주 민주화 운동 관련 기록물이 유네스코 세계기록유산에 정식으로 등재되었다.

## 개요

### 12.12 군사반란
1979년 자 10·26 사건으로 인해 박정희 대통령이 사망한 뒤, 같은 해 전두환 등 하나회를 중심으로 한 신군부는 12·12 군사 반란을 일으켜 군부를 장악하였고 실권자로 떠올랐다. 1980년 초부터 보안사령관 전두환은 K-공작 계획을 실행하여 언론을 조종·통제하기 시작했다. 전두환은 같은 해 4월 14일에 중앙정보부장 서리에 임명돼 대한민국 내의 정보 기관을 모두 장악했다.

### 민주화시위
1980년 5월부터 정치 관여 의도를 드러내는 신군부의 움직임에 대한 반발로 전두환 퇴진을 요구하는 학생 시위가 발생했다. 같은 달 국회에서는 계엄 해제와 개헌 논의를 비롯한 정치 현안에 대한 논의를 본격적으로 진행하기 시작했다. 하지만 신군부는 정국 운영에 방해가 되는 세력들을 제거하기 위해 집권 시나리오에 따라 5월 17일 24시에 비상계엄을 전국으로 확대하였고, 계엄 포고령 10호를 선포하여 정치활동 금지령·휴교령·언론 보도검열 강화 같은 조치를 내렸다. 신군부는 김대중, 김영삼, 김종필 등을 포함한 정치인과 재야 인사들 수천 명을 감금하고 군 병력으로 국회를 봉쇄했다. 광주 지역 대학생들은 5월 18일에 '김대중 석방', '전두환 퇴진', '비상계엄 해제' 등의 구호를 외치며 시위를 일으켰다. 신군부는 부마민주항쟁 때처럼 광주의 민주화 요구 시위도 강경 진압하면 잠잠해질 것으로 판단하였고, 공수부대 같은 계엄군을 동원해 진압했다. 신군부는 1980년 3월부터 5월 18일 직전까지 공수부대에 충정훈련을 실시했고, 5월 초부터 군을 사전 이동 배치하고 신군부에 반발하는 시위를 진압할 준비를 마친 상태였다.

### 광주학살의 시작
5월 18일 16시 이후로 광주 시내에 투입된 공수부대원이 운동권 대학생뿐만 아니라 시위에 참여하지 않은 무고한 시민까지 닥치는 대로 살상·폭행하는 것을 목격한 광주시민들은 두려움을 넘어 분노를 느꼈고, 그 결과 중장년층뿐만 아니라 10대 청소년까지 거리로 나서 시위에 참여하면서 5·18 광주 민주화 운동은 걷잡을 수 없이 번졌다. 광주 시민들의 격렬한 저항에 부딪힌 계엄군은 5월 21일 13시경에 전남대학교와 전남도청 앞에서 집단 발포를 한 다음에 철수했다. 이 날 저녁 광주시 외곽으로 철수한 계엄군은 광주 외곽도로 봉쇄작전을 펼쳤으며, 이 과정에서 차량 통행자나 지역 주민들의 희생이 발생했다. 5월 27일 0시를 기해 계엄군은 상무충정작전을 실시해 무력으로 전남도청을 점령했다.
10일에 걸친 광주 민주화 운동 결과 사망자 166명, 행방불명자 54명, 상이 후유증 사망자 376명, 부상자 3,139명 등에 달하는 인명피해가 발생했다. 이후 호남 전역에서 전두환과 신군부에 대한 반감이 극도로 높아졌다. 당시 신군부는 언론 사전검열을 실시하고 관제보도를 의무화하도록 해 언론을 장악하고 조종했는데, 주한미대사관과 주한미군 사령관 등 관련자들의 항의에도 불구하고, 당시 대한민국 내 언론이 미국이 신군부의 쿠데타와 5·18 민주화운동 진압을 승인했다는 보도를 쏟아내자 학생운동권 내 미국에 대한 반감이 높아졌다. 이는 부산 미국문화원 방화사건과 강원대학교 성조기 소각사건을 비롯, 1980년대부터 2000년대까지 발생한 각종 민주화 혹은 반미 집회와 시위의 도화선이 됐다.

### 광주민주화운동으로 재평가됨
신군부 인사를 주축으로 한 제5공화국 정부는 5·18 민주화운동을 불순분자 또는 김대중의 사주로 인해 발생한 사건으로 왜곡했다. 1988년 제5공화국 비리 청산 분위기와 맞물려 열린 국회 광주진상특위에서 5·18 민주화운동의 진상조사가 이루어졌다. 1993년 문민정부 출범 이후로 1993년 5월 13일, 김영삼 당시 대한민국 대통령이 5·13 담화에서 "문민정부는 5·18 광주 민주화운동의 연장선상에 있는 정부"라고 선언하면서 재평가가 가시화됐으며, 1996년 자 검찰의 수사에 의해 신군부 인사의 쿠데타를 통한 집권 의도와 5·18 민주화운동 유혈진압 책임이 구체적으로 밝혀졌다. 대법원이 1997년에 5·18, 12·12 진압 관련자를 처벌하면서 공식적으로 광주민주화운동으로 재평가됐다. 대한민국의 대법원은 5·18 광주 민주화 운동에 "피고인(신군부)의 국헌문란행위에 항의하는 광주시민들은 주권자인 국민이 헌법수호를 위하여 결집을 이룬 것."이라고 규정했다. 대법원은 전두환·정호용·이희성·황영시·주영복 등을 5·18 민주화운동의 진압 책임자로 판시했다.

## 명칭
5·18 광주 민주화 운동은 5·18 민주화운동, 5·18, 광주항쟁(光州抗爭), 광주학살(光州虐殺), 광주사태(光州事態), 광주민중봉기(光州民衆蜂起), 광주시민항쟁(光州市民抗爭) 등 다양한 이름으로 불리고 있다. '5·18 광주 민주화 운동'에 대한 명칭은 사건이 한창 진행 중이던 1980년 5월 21일에 계엄사령관 이희성이 "광주에서 소요사태가 일어나고 있다."라고 군부 발표에서 언급한 것이 처음으로, 이후 신군부와 관변 언론 등에 의해 '광주소요사태' 또는 '광주사태' 등으로 보도되면서 일반화되었다. 이는 광주 자유 민주화 항쟁을 "불순분자들이 체제 전복을 기도한 사태"로 왜곡한 신군부의 주장에 근거한 호칭으로 제5공화국 기간 내내 사용됐으며, 현재는 당시 호칭에 익숙한 노년층이나 신군부를 지지하는 일부 극우 인사들이 사용하고 있다.
현재의 명칭인 '5·18 광주 민주화 운동'은 민주화 직후인 1988년 3월 24일, 노태우 정부 산하 민주화합추진위원회가 사건을 민주화운동으로 규정하면서 나왔다. 이후 국회 진상조사특위가 구성될 당시 통일민주당, 평화민주당 측에서는 "민주화투쟁"이라는 명칭을 주장했으나, 노태우가 총재, 전두환이 명예 총재를 맡고 있던 집권여당 민주정의당은 '투쟁'이라는 명칭을 사용할 경우 투쟁의 대상인 신군부의 책임이 불거질 것을 우려하여 "민주화운동"이라는 명칭을 고집하였다. 결국 이에 통일민주당 측이 타협하면서 "민주화운동"으로 합의되었다. 이후 문민정부에서 "5.18 광주민주화운동의 계승"을 자처하고 '5.18민주화운동 등에 관한 특별법'을 제정하는 등 정부에서 "민주화운동"이라는 명칭을 주로 사용함에 따라 공식 명칭으로 자리잡았다.
한편, 신군부의 군사독재와 폭력에 맞선 민중항쟁을 광주 민중들이 주도했다는 사실을 강조한 '광주민중항쟁' 또는 '광주항쟁'도 지역 사회와 5월 단체 등이 중심으로서 1980년대부터 사용됐다. 사건이 일어난 날짜를 딴 '5·18'도 널리 통용되는 명칭이다.

## 발생 배경
1979년 10월 26일, 중앙정보부장 김재규가 박정희 대통령을 암살한 10·26 사건으로 유신 체제는 막을 내렸다. 유신헌법을 개정하고 민주적인 헌법으로 되돌아야 한다는 움직임 속에서, 최규하 대통령은 11월 7일에 긴급조치를 해제해 긴급조치에 의해 금지됐던 개헌 논의를 허용했다. 하지만 12월 12일에 계엄사령부 합동수사본부장 전두환 보안사령관이 계엄사령관 정승화(육군 참모총장)를 체포해 쿠데타를 일으킴으로써, 국민들의 민주 정권 수립 요구는 결국 이루어지지 못했다. 전두환은 1980년 2월에 보안사령부에 지시를 내려 K-공작계획을 실행해 민주화 여론을 잠재우고 군부의 정치 참여를 정당화하는 방향으로 여론을 조성해 나가고 있었다.
1980년 5월에 초순경 보안사령관 겸 중앙정보부장 서리 전두환의 지시에 따라 보안사에서는 국회와 내각을 무력화하고 정권을 장악하려는 의도에서 '비상계엄 전국확대', '국회 해산', '국가보위 비상기구 설치' 등을 골자로 하는 집권 시나리오로 '시국수습방안'을 기획했다. 비상계엄 확대조치와 국가보위 비상기구를 설치해 신군부에 대한 국민의 저항을 탄압하면서 신군부가 정국을 주도하고, 국회 폐쇄와 정치인 체포로 신군부의 안정적인 정국 장악을 담보한다는 것이 시국수습방안을 기획한 의도였다.
중앙정보부는 일본 내각조사실의 첩보를 토대로 5월 10일에 대북 특이동향을 경고하는 보고서, '북괴남침설'을 작성했고, 5월 12일 심야에 임시 국무회의에서 관련 내용을 보고했다. 육군본부 정보참모부는 5월 11일에 '북괴남침설'과 같은 첩보는 가치가 없다고 결론 내린 상황이었다. 주한미군 사령관 존 위컴은 5월 13일에 '북괴남침설'은 근거가 없으며, 전두환이 청와대의 주인이 되기 위해 흘린 구실이라고 본국에 보고했다. 미국 국무부 대변인은 같은 날에 미국은 '북괴남침설'과 관련된 어떤 정보도 입수하지 못했다고 발표했다. 훗날 남침설을 제보했다고 알려진 당시 일본의 내각 조사실 한반도 담당반장은 "그런 구체적인 내용을 말한 적도, 그런 정보도 없었다."라고 밝혀 신군부가 집권을 정당화하기 위해 악용했던 '북괴남침설'은 신군부로 말미암아 조작된 것으로 드러났다.
한편 같은해 5월 중순부터 정부와 국회에서는 민주화 일정을 앞당기고 있었다. 5월 12일에 신민당과 공화당 양당 총무들은 개헌안을 접수하였고, 비상계엄 해제 등의 정치 현안을 논의하기 위해 5월 20일 10시 임시국회의 소집을 공고했다. 같은날 신현확 총리는 국회와 협의를 통해 헌법을 개정하고, 개헌 일정을 앞당긴다는 내용의 담화를 발표했다.
1980년 5월 초부터 신군부 세력의 정치 관여를 반대하기 위해, 학생과 시민 10만여 명이 모여 서울역에서 시위를 벌였고, 5월 15일 시위대 대열 속에 속했던 청년 한 명이 버스를 탈취하여 저지선을 돌파, 전경에 돌진하여 전경 이성재 일경이 사망하고 4명이 중상을 입는 사고가 발생했다. 신군부는 5월 17일 24시에 5·17 비상계엄 전국확대 조치를 내려 18일 1시 자로 계엄령이 전국으로 확대됐다. 신군부는 같은 날 새벽 2시에 국회를 무력으로 봉쇄해 헌정중단 사태가 발생했다. 김대중, 김종필 등 정치인 26명은 합동수사본부로 연행됐고, 2,600여 명의 학생·교수·재야인사 등이 체포됐다. 신민당 총재 김영삼은 무장헌병들에게 가택 연금됐다. 신군부가 이날 내린 비상계엄 전국확대 조치·정치 활동 금지·휴교령 등의 민주주의 역행 조치에 항의해, 전남대학교 학생들은 5월 18일 오전에 학교 정문 앞에서 시위를 했고, 공수부대는 학생들을 구타·폭행으로 진압했다. 과격한 공수부대의 투입은 5·18 광주 민주화 운동의 직접적인 원인이 됐다.
공수부대의 투입에는 제31향토방위사단장 정웅의 개입이 있었다. 이에 대해서 정웅은 광주법정에서까지 부정을 하지만, 투입됐던 진압군의 증언에 의하면 정웅은 시위대의 강경진압/해산/전원체포를 주문한다.

### 공수부대의 폭력적 진압의 배경
신군부는 집권 시나리오에 따라 이루어질 조치에 대한 반대 집회가 있을 것으로 예상하면서, 전두환(보안사령관)·황영시(육군참모차장)·정호용(특전사령관) 등 신군부 핵심세력은 진압병력 투입 및 강경진압 방침을 결정했다. 시국수습방안은 계엄 확대와 동시에 공수부대를 투입해 과감한 방법의 타격으로 시위대를 진압한다는 지침이 즉각 실행될 것을 전제로 하는 것이었다.
1980년 3월 4일부터 3월 6일까지 수도경비사령부에서는 '제1차 충정회의'에서 군의 투입을 요하는 사태 발생 시 강경한 응징조치가 필요하다고 내려졌으며, 이미 80년 초에 학생 시위가 가열될 것을 대비해 전국 군 부대에 충정훈련이 강도 높게 실시됐다. 5월 10일부터 2군사령부에서는 광주·대전 등에 제7공수여단을 배치하는 방안을 의논했다. 5월 14일부터 제31향토방위사단은 광주 지역의 주요 보안 목표를 점거하기 시작했으며, 5월 15일 제7공수여단은 광주·대전으로 이동할 준비를 마쳤다.
광주 시내에서의 시위 진압에 투입된 한 공수부대원은 시위진압이 해산 위주가 아닌 체포 위주였기 때문에 과격진압이 발생했다고 진술했다. 실제로 계엄사령부와 2군사령부 등 체포 위주로 진압하라는 상부의 지시는 공수부대원들의 과격진압을 부채질했다. 광주에서 시위가 계속되자 계엄부사령관인 육군 참모차장 황영시는 강력하게 진압하도록 지시했다. 5월 18시 23시 자로 2군사령관의 강조 사항이 각 공수부대에 지시됐다. 이 지시는 "공수부대 시내 출동, 융통성 있게 운영"하며, "전 가용 작전부대 투입"하여 "주모자 체포"하고 "단호한 조치"를 취하라는 것이었다. 같은 날 내려진 지시는 "포고령 위반자는 가용수단 동원 엄중 처리"하며 "소요자는 최후의 1인까지 추격하여 타격 및 체포"토록 지시했다. 이같은 지침으로 인해 현장에 투입된 공수부대원들은 더욱 과격한 진압에 나서게 되었다.
계엄사는 비상계엄 전국 확대와 김대중 연행에 항의하는 광주 시민들의 시위를 '불순분자'나 '고정간첩'(=고첩)들의 책동으로 몰아갔다. 계엄사령관 이희성은 담화문을 5월 21일에 발표했다. 이 담화문에서 "오늘의 엄청난 사태로 확산된 것은 상당수의 타 지역 불순인물 및 고첩들이 사태를 극한적인 상태로 유도하기 위하여 여러분의 고장에 잠입, 터무니없는 악성 유언비어의 유포와 공공시설 파괴 방화, 장비 및 재산 약탈행위 등을 통하여 계획적으로 지역감정을 자극, 선동하고 난동행위를 선도한 데 기인된 것이다."라고 규정했다. 이렇듯 사실을 왜곡한 채 '불순분자의 소행'으로 시위를 규정하는 상층부의 인식과 지침들은 공수부대원들에게 일정하게 영향을 미쳤다. 이같은 요인들 때문에 현장에서 시위진압에 나섰던 공수부대원들은 시위를 '불순분자'의 소행 또는 시위대를 '적'으로 규정했고, 이러한 잘못된 인식은 결과적으로 공수부대원들이 시민들을 대상으로 폭력적이고 가혹한 진압을 하는 배경이 됐다.

## 전개

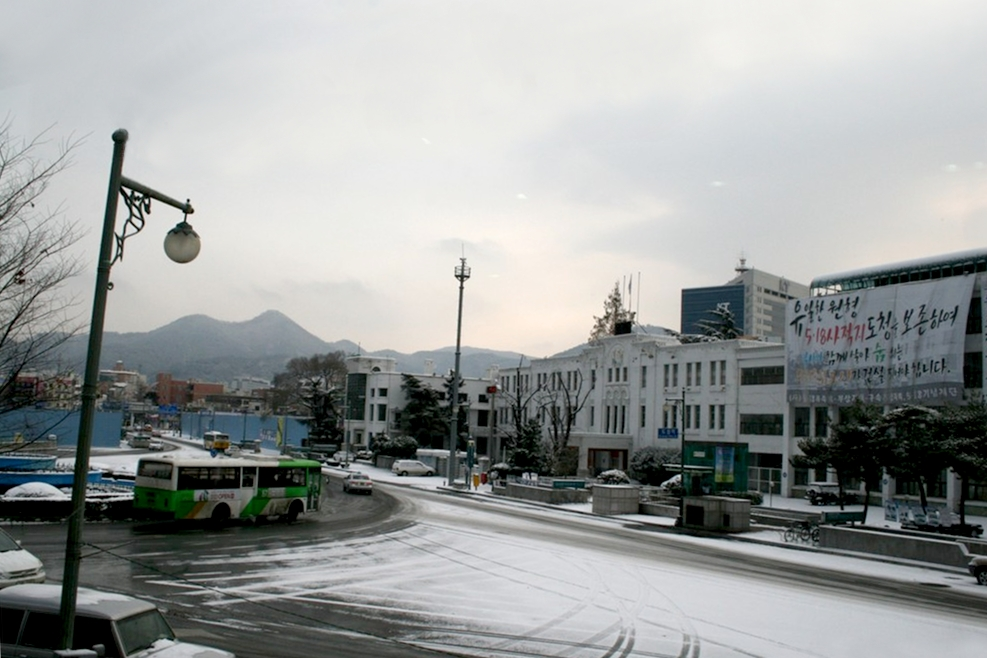
광주 민주화 운동이 벌어졌던 전남도청 별관

### 사건 초기

#### 5·17 조치 이전 계엄반대시위
5월 15일 자 광주에서는 오후 4시에 대학생 3만여 명이 도청 앞에 모여 복학생 대표 정동년이 시국선언문을 낭독하는 등 대규모 시가지 가두행진을 벌였다. 학생 지도부는 학생들에게 휴교령을 내리면 16일 오전 10시에 학교 정문 앞에 모여 시위를 벌인 다음에 정오에 도청 앞 분수대로 집결하라는 시위 방침을 시달했다. 5월 17일 오후 9시, 신군부 세력의 압력으로 개최된 비상국무회의는 비상계엄령을 내리도록 의결했다. 보안사령부는 오후 10시 경에 야당 인사인 김대중, 김영삼, 김종필 등을 체포 감금했고, 수도경비사령부 병력이 국회를 점령해 국회의 기능을 마비시켰다. 이날 자정 비상계엄 전국 확대와 동시에 계엄포고령 제10호가 선포돼 대학휴교령·보도검열강화·정치활동금지 등의 조치가 내려졌다. 새벽 2시 제7공수부대는 조선대학교와 전남대학교를 점령했다. 공수부대원들은 각기 조를 편성해 광주 시내 각 학교의 입구를 지키고 검문 검속했다.

#### 대학생 시위와 계엄군의 폭력
계엄령이 전국으로 확대된 5월 18일 당일 아침 9시 이후, 텔레비전 방송, 라디오, 신문을 통해 비상계엄 전국 확대 소식이 보도됐다. 전남대학교 학생 100여 명은 18일 오전에 교문 출입을 저지하는 공수부대원에 돌을 던지기 시작했고, 이로 인해 공수부대 측에서 부상자가 발생하자, 이에 분개한 공수부대원으로 말미암아 학생들은 구타를 당했고, 일부 학생들은 금남로로 이동했다. 전남대 학생 300여명은 가톨릭회관에 집결해 시위했다. 이에 경찰은 최루탄을 발사하며 해산을 시도했다.

#### 계엄군의 무차별 진압
신군부는 신속하고 강력한 시위진압을 위해 5월 18일 오후 4시에 제7공수여단을 시내에 투입했다. 제7공수여단은 시위 학생이 아닌 일반 행인들에게도 무차별 폭력을 가했다. 이에 학생들은 반발하며 광주 도심으로 옮겨가 시위를 계속했으나 계엄군이 곤봉과 대검으로 학생과 일반 시민을 가리지 않고 살상했다.
계엄군이 시민들에게 무차별 학살을 가한 사례들이 이러하다.
- 북동 276번지 3층 건물에서 2층에는 동아일보 광주 지사가 있고, 거기에는 정은철 총무와 배달 학생들과 도망 온 시민 3명이 있다. 공수부대원들은 건물 안으로 들어와 도망 온 시민 3명을 짓밟고 개머리판으로 짓이긴 뒤 데리고 갔다. 한참 뒤, 두 군인들은 다시 들어와 정은철 총무 뒷덜미를 낚아챈다. 정은철 총무는 업무를 보던 상태였다. 정 총무는 의자와 함께 넘어졌고 두 군인들은 정 총무를 마구 짓밟고 개머리판으로 내리쳤다. 정 총무는 제대로 움직이지도 못하고 꿈틀거렸고, 두 군인은 정 총무의 두 발을 양쪽에 하나씩 붙잡고 끌고 갔다. 머리는 땅바닥에 끌린 채였다. 그 뒤, 두 군인들은 또 들어와서 담당구역 수금하고 들어왔던 배달 학생 박준하 씨를 진압봉으로 수도 없이 때리고 짓밟은 뒤에 정 총무처럼 끌고 나갔다. 박준하 씨는 계단에서 실신했고, 두 군인은 그대로 팽개쳐두고 내려갔다.[29]
- 군인들은 부부들이 탄 택시를 붙잡았다. 부부들은 끌려나왔고 군인들은 몽둥이와 장작개비와 군홧발 세례를 먹인다. 신부는 치마저고리가 갈기갈기 찢기고 신랑은 아프다며 소리를 질렀다. 군인들은 '빨리 꺼져'라고 소리를 질렀다.[29]
- 군용트럭이 11대가 줄을 지어서 행렬해 있다. 그 대열에서 마지막 차량에 젊은 여성은 옷이 갈기찢겨 젖가슴이 보일정도였고, 그 옷은 피투성이었다. 병원 옷을 입은 사람이 하얀 간호사 가운을 들고 나왔다. 병원 옷을 입은 남자는 옷을 여자에게 주려다 군인들에게 붙잡혀 군홧발과 몽둥이 세례를 받았다.[30]
- 조선대 의대 4학년 재학중이던 이민오 씨는 광주일고에서 하는 동문 체육대회에 참여했다. 그런데 주변에서 공수부대원들이 쫓아왔다. 이민오씨는 교장관사까지 도망쳤지만 거기까지 쫓겨 구타당했다. 췌장과 비장이 파열됐다.[31]
- 청각장애인 김경철 씨는 친구들과 점심을 먹고 집으로 돌아오던 중 공수부대의 눈에 띄어 구타를 당한다. 그 결과 뒤통수가 깨지고 눈이 터졌으며 팔과 어깨가 부셔졌고 엉덩이와 허벅지가 으깨지는 부상을 당했다. (후두부 찰과상과 열상, 뇌안상검부열상, 우측 상지전박부 타박상, 좌견갑부 관절부 타박상, 진경골부, 둔부와 대퇴부 타박상)[32][33][34][35] 그는 광주 적십자병원으로 후송됐지만 뇌출혈로 이튿날 새벽 결국 사망했다.[36]

### 전개 과정

#### 광주 시민의 시위와 계엄군의 폭력
19일부터 시위의 성격이 변화를 보이기 시작했다. 대학생 중심이던 시위에 계엄군의 폭력에 분노한 광주의 일반 시민들과 고등학생들까지 거리로 뛰쳐나와 대학생들의 민주화 요구 시위에 합류하기 시작했다. 19일 오후 시위에 참가한 시민은 최소 3천 명 이상으로 증가했다. 계엄군의 진압은 가혹하게 변했다. 공수부대는 학생, 시민, 남녀노소, 행인을 가리지 않고 폭력을 가했다. 20일 시위대의 규모는 20만 명 이상에 이르렀다. 광주 시내 택시, 일부 시내·시외 버스 200여 대가 계엄군의 진입로를 가로막기도 했다. 공수부대원들은 시민들을 진압봉이나 총의 개머리판으로 무차별 구타하고 대검으로 찌르고 옷을 벗기는 등 과격진압을 자행했다. 일부 시민들이 공수부대의 지휘를 맡고 있던 전투교육사령부를 찾아가 직접 항의를 했으나 효과가 없었다. 보안사의 통제를 받던 언론이 '불순분자와 폭도들의 난동'으로 보도한 데 격분한 시위대는 광주 MBC 방송국을 방화했다. 20일 24시 계엄군은 광주역 앞에서 최초의 집단 발포를 가했다. 발포 이후 2군 사령부로부터 발포금지와 실탄 배분 금지 명령이 떨어졌지만, 11공수여단은 이를 무시하고 실탄을 분배했고, 다음날인 5월 21일에는 계엄군의 집단발포로 연결됐다.

#### 계엄군의 발포 및 광주 시민 학살
5월 21일 오전에 전남도청과 전남대학교 앞에서 계엄군과 시위대가 대치하고 있었다. 시민 대표는 21일 오전에 계엄군과 협상을 진행했지만 결렬됐다. 전남도지사는 헬기에 타고 확성기로 21일 정오까지 공수부대를 철수시키겠다는 발표를 했다. 그러나 공수부대 철수 약속은 지켜지지 않았고, 수세에 몰린 계엄군은 시위대를 향해 무차별 발포(21일 정오 12시경 전남대 앞·21일 오후 1시경 당시 전남도청 앞)를 시작했으나, 시위대는 이에 굴하지 않았다. 도청 집단 발포 이후, 공수부대원들은 금남로에 위치한 전일 빌딩·수협·광주관광호텔 등에 4인 1조로 올라가 조준사격을 가했고, 수 많은 사망자가 발생했다. 이 날 광주시내 120여 개의 병원과 보건소·3개의 종합병원 등에는 감당하기 어려운 사상자들이 몰려들었다.

#### 광주 시민의 항쟁
집단 발포가 일어난 21일 오후부터 시민들은 계엄군의 폭력으로부터 자신들을 지키기 위해 무장을 하기 시작했다. 시민들은 전라남도 나주시, 화순군 지역에서 경찰서와 파출소의 예비군 무기고를 열어 총을 들고 무장해, 시민군을 결성했다. 시민들은 광주의 유일한 자동차 공장인 아시아자동차로 몰려가 차량을 탈취했다. 일부 시민군은 260여 대의 차량을 몰고 나주와 화순 등으로 외부에 광주의 소식을 알리러 떠났다. 총과 실탄, 폭약 등 각지에서 탈취된 무기는 시민들에게 분배됐다.
계엄군은 상부의 지시에 따라, 광주시 외곽으로 퇴각했다. 시민군은 21일 저녁에 계엄군이 물러난 전라남도 도청을 점령했다. 21일 저녁, 전두환의 지시에 따라 보안사 정도영 준장은 자위권 발동을 경고하는 담화문을 계엄사령관 이희성에게 전달했다. 계엄사령관 이희성은 오후 7시에 보안사에서 전달한 자위권 발동 경고 담화문을 발표했다. 이희성은 광주 지역의 시위를 '광주사태'로 명명하고 불순분자와 폭도들의 난동으로 묘사했다.
다음은 그 담화문의 전문이다.
친애하는 국민 여러분, 본인은 오늘의 국가적 위기에 처하여 국가 민족의 안전과 생존권을 보유하고 사회 안녕질서를 유지해야 할 중대한 책무를 지고 있는 계엄사령관으로서 현 광주시 일원에서 벌어지고 있는 작금의 비극적인 사태를 냉철한 이성과 자제로써 슬기롭게 극복해 줄 것을 광주시민 여러분의 전통적인 애국심에 호소하여 간곡히 당부코자 합니다.
지난 18일 수백 명의 대학생들에 의해 재개된 평화적 시위가 오늘의 엄청난 사태로 확산된 것은 상당수의 타지역 불순 인물 및 고첩들이 사태를 극한적인 상태로 유도하기 위하여 여러분의 고장에 잠입, 터무니없는 악성 유언비어의 유포와 공공 시설 파괴, 방화, 장비 및 재산 약탈 행위 등을 통하여 계획적으로 지역 감정을 자극, 선동하고 난동 행위를 선도한데 기인된 것입니다.
이들은 대부분이 이번 사태를 악화시키기 위한 불순 분자 및 이에 동조하는 깡패 등 불량배들로서 급기야는 예비군 및 경찰의 무기와 폭약을 탈취하여 난동을 자행하기에 이르렀으며 이들의 극한적인 목표는 너무나도 자명하며 사태의 악화는 국가 민족의 운명에 파국적인 결과를 초래할 것이 명약관화한 것이 사실입니다.
본인은 순수한 여러분의 애국 충정과 애향심이 이들의 불순한 지역 감정 유발 책동에 현혹되거나 본의 아니게 말려들어 돌이킬 수 없는 국가적 파탄을 자초하는 일이 없도록 조속히 이성을 회복하고 질서 유지에 앞장서 주시기 바라며 가정과 지역의 평화적 번영을 위하여 각자 맡은 바 생업에 전념해 주시기를 충심으로 당부하는 바이며 다음과 같이 경고합니다.
경고
1. 지난 18일에 발생한 광주 지역 난동은 치안 유지를 매우 어렵게 하고 있으며 계엄군은 폭력으로 국내 치안을 어지럽히는 행위에 대하여는 부득이 자위를 위해 필요한 조치를 취할 수 있는 권한을 보유하고 있음을 경고합니다.
2. 지금 광주 지역에서 야기되고 있는 상황을 볼 때 법을 어기고 난동을 부리는 폭도는 소수에 지나지 않고 대다수의 주민 여러분은 애국심을 가진 선한 국민임을 잘 알고 있습니다. 선량한 시민 여러분께서는 가능한 한 난폭한 폭도들로 인해 불의의 피해를 입지 않도록 거리로 나오지 말고 집 안에 꼭 계실 것을 권고합니다.
3. 또한 여러분이 아끼는 고장이 황폐화되어 여러분의 생업과 가정이 파탄되지 않도록 자중자애하시고 과단성 있는 태도로 폭도와 분리될 수 있도록 함으로써 계엄군의 치안 회복을 위한 노력에 최대의 협조가 있기를 기대합니다.

1980년 5월 21일
계엄사령관 육군대장 이희성

#### 광주외곽봉쇄작전
1980년 5월 21일 19시 30분에 광주시 외곽 도로망을 완전 차단하라는 지시(작전지시 80-5호)가 계엄사령부로부터 전투교육사령부(전교사)에 내려져 광주시내로부터 철수한 계엄군은 외곽봉쇄작전을 수행했다. 5월 21일 21시 30분 광주 외곽에 배치된 계엄군에 방어적 발포를 승인하는 자위권 발동이 고지되고, 실탄이 분배되기 시작하면서 계엄군이 무차별 발포에 나서는데 직접적 영향을 미쳤다. 광주외곽봉쇄작전이 실시되는 동안 주남마을 미니버스 총격사건, 송암동 학살을 비롯한 시민 살상 행위가 광주 외곽 곳곳에서 이루어졌다. 5월 24일에는 계엄군 간 2차례 오인 교전이 일어나 계엄군 13명이 사망했다.

#### 광주 시민의 자치
22일 이후로 광주는 군인들게 완전 포위·봉쇄당했다. 광주는 철저하게 고립됐고, 전국 각지에 온갖 유언비어가 확산됐다. 외신기자들에 따르면 계엄군이 물러가고 시민군이 치안과 방위를 담당하는 가운데, 시민들은 자치질서를 찾아가고 있었다. 계엄군에 의해 외부와의 통신과 교통이 차단된 상황에서 이들은 계속해서 계엄의 해제와 자유 민주화 요구 인사 석방을 요구하면서 자유 민주화 시민군 대표를 조직해 계엄군과 협상에 나서는 한편, 시민군 자체적으로 무기를 회수하고 도시의 치안을 담당했다. 광주항쟁 기간 동안 광주 시민들은 높은 시민정신과 도덕성을 보여주었다. 다함께 부상자를 치료하기 위한 헌혈 행렬이 이어지고 행정력과 치안력 공백상태에서도 큰 사건사고가 한 건도 발생하지 않았다. 광주의 상점가, 금융기관, 백화점에서 단 한 건의 약탈도 없었다. 시민 자치 기간에도 광주 시민의 협력으로 행정기관의 역할이 상당 부분 유지됐다. 당시 전라남도 부지사 정시채를 비롯한 공무원도 전남도청에 정상 출근했다. 공직자들은 5·18 당시 양곡 방출이나 부상자 처리 등의 행정업무에 적극적인 역할을 했다. 이 기간은 '광주해방구' 또는 '해방광주'라고 불리기도 한다. 일부 지식인들은 광주 자유 민주화 항쟁 당시 광주를 프랑스 시민들의 자치가 시행된 파리 코뮌 당시의 파리에 비유하기도 한다.

#### 평화집회
'해방광주'로 불리는 동안 일부 시민들은 스스로 계엄사에 무기 자진 반납을 했으나 일부 시민들은 지속적인 투쟁을 주장하며 계속 무장해야 된다고 주장했다. 수차례에 걸친 내부 대책회의와 협상 끝에 계속 무장을 해야 된다는 쪽으로 가닥이 잡혔다. 평화적 시위는 계속됐고 〈애국가〉와 〈울 밑에선 봉선화〉 등을 부르며 아침부터 저녁까지 평화집회를 계속하고 있었다. 광주 시민은 "김일성은 오판 말라"라는 구호를 외치기도 했다.

#### 광주 재진입 작전
5월 27일 새벽, 군인 25,000명을 투입한 계엄군의 상무충정작전이 시작됐다. 5월 27일 새벽 2시에 광주 시내로 들어온 계엄군은 27일 아침, 전라남도 도청에서 일방적으로 1만여 발을 사격해 끝까지 남아 항전하던 시민군을 살상했다. 도청 내 일부 시민군은 자진 투항하자는 의견과 결사항쟁 의견으로 나뉘었고, 의견의 일치를 보지 못한 채 날이 밝으면서 계엄군이 전라남도 도청을 점령하면서 시민군 생존자를 체포·연행했고, 진압 작전을 마무리했다.

### 미국 측의 반응
대한민국 측은 5월 18일 0시에 시작된 비상계엄 확대 선포 2시간 전에 갑작스럽게 이를 미국에 통보했다. 미국은 한국군 당국이 정치 지도자들을 체포하고, 대학과 국회를 폐쇄하려는 의도를 사전에 알지 못했다. 미국은 5월 18일 오전에 서울과 워싱턴에서 계엄령 실시에 강력하고 맹렬하게 항의했다.
계엄사령부가 5·18 광주 민주화 운동에 동원한 특전사 부대나 20사단 부대는 광주에 투입될 당시나 광주에서 작전을 수행하던 중에는 한미연합사 작전통제권 아래에 있지 않았다. 그 기간에 광주에 투입되었던 한국군의 어느 부대도 미국의 통제 아래에 있지 않았다. 특전사령부 예하 여단은 한미연합사의 작전통제권 하에 있었던 적이 없다. 20사단의 경우, 10·26 사건에 뒤따를 혼란에 대비한다는 대한민국 측 요청에 따라, 10월 27일에 20사단 포병대와 예하 3개 연대의 작전통제권이 한미연합사에서 대한민국 육군으로 넘어왔다. 그렇기 때문에 미국은 특전사 부대가 광주에 배치된 것을 사전에 몰랐으며, 작전통제권을 행사하지 못했다.
미국 측은 5·18 광주 민주화 운동 초기에 방관적이었다. 5월 18일 자정이 조금 지난 시각에 주한미대사관으로부터 미국 국무부로 타전된 전문에서는 광주에 대한 언급이 없다. 5월 20일까지만 해도 광주에서 일어났던 일들에 대한 미국 측의 인식은 막연한 소문에 불과했고, 공수부대의 광주 과잉진압 문제는 서울에서 일어났던 신군부에 의한 정치탄압 사건에 비해 우선 순위에서 밀려 있었다. 미국의 인식이 바뀌기 시작한 건 5월 21일부터였다. 이 때는 이미 5·18 민주화운동의 비극의 씨앗이 된, 시위 군중에 대한 강압적인 진압이 이루어진 다음에 특전사 부대가 광주시 외곽으로 철수한 시점이다. 미국은 이후에 광주 민주화 운동에 대한 평가에서 첫 무력 진압이 이루어진 18일이나 27일의 전면 재진압보다는 5월 21일을 사태의 정점으로 파악하고 있다.
미국은 5월 21일 이후에 신군부와 신군부에 반대하는 대한민국 국민 양쪽으로부터 동시에 입장 표명의 압력을 받았는데, 주한 미국 대사 윌리엄 글라이스틴 주니어는 워싱턴에 성명서에 포함시킬 항목을 다음과 같이 제안했다.
- 우리는 광주에서의 시민 분쟁(civil strife)에 경악하고 있음(alarmed)
- 모든 관련 당사자들이 극도의 자제심을 발휘, 평화적인 문제 해결을 위해 대화를 추진할 것을 촉구함

글라이스틴의 제안대로 이튿날인 5월 22일 오전에 미국 국무부 대변인 호딩 카터는 글라이스틴의 문안을 거의 그대로 반영한 성명을 발표했으나 언론을 통제하고 있던 대한민국의 신군부는 미국의 이런 입장이 일반인에게 전달되는 길을 봉쇄해 버렸다. 글라이스틴과 주한 미군 사령관 존 A. 위컴 주니어의 오판이었다. 그렇지 않아도 신군부 측에 반감을 가지고 있었던 위컴은 자신은 광주 민주화 운동를 사전에 인지하지 못하였으며, 이 일을 벌인 신군부를 두고두고 비난하였다.
5월 22일 오후, 미국에서 열린 정책 검토 위원회(Policy Review Committee)는 "지금까지 우리가 취해온 행동 이상의 일은 할 필요가 없다는 데에 동의. 우리는 온건한 방법을 선택할 것을 조언했으나, 대한민국 국민이 질서 회복의 필요를 느낄 경우 무력을 사용하는 것을 배제하지는 않았음"이라는 광주 상황에 대한 방침을 정했다.
글라이스틴과 박충훈 국무총리 서리는 첫 회동을 5월 23일에 두었다. 글라이스틴은 대한민국 측에 5월 17일 자 계엄령 확대 정책이 미국에 충격을 주었다고 말했다. 그는 학생 시위를 확고하게 진압하는 것은 필요할지 모르지만 정치 탄압을 수반한 것은 정치적으로 어리석은 일이며, 결국 광주에서 심각한 사태가 발생하는 데 일조한 것이 틀림없다는 견해를 보였다.

### 날짜별 상세 일지
5월 16일 금요일 이전
- 5월 1일부터 5월 15일까지 전국 대학생 10~20만 명이 모여 지상 서울역 광장 주변에서 집회.
- 5월 15일 대학생 단체 간부들에 의해 대한민국 경찰의 출동 소식을 사전에 접하고 서서히 해산.

5월 17일 토요일
- 21시 40분: 비상국무회의에서 비상계엄 전국 확대 의결.
- 22시 00분: 민주인사, 복적생, 학생운동 지도부 등 예비 검속 실시.
- 24시 00분: 5월 17일 24시부로 비상계엄령을 전국으로 확대. 신군부 계엄포고 제10호를 통해 정치활동 금지, 언론검열 강화, 대학교 휴교령 선포. 주요 도시의 각 대학에 계엄군 진주. 전주 전북대에 주둔한 계엄군은 도서관에서 공부하던 학생까지도 잡아들여 폭행. 이 과정에서 대학생 사망자가 1명 발생. 전북대 농학과 2년인 이세종(당시 21세)은 5월 17일 12시께 계엄군에 쫓기다 전북대 학생회관 옥상에서 떨어져 사망(추락사).[49]

5월 18일 일요일
- 01~02시 경: 보안사령부(사령관 전두환)가 김대중 등 재야 인사와 김종필 등 공화당 지도자를 체포하고 여의도 국회의사당을 점령. 국회 기능 마비됨.
- 09시 40분: 계엄군에 의해 전남대 학생 50여 명이 교문 앞에서 등교 저지 당함.
- 10시 00분: 전남대학교 주둔 계엄군을 상대로 전남대학교 학생들이 "계엄 해제하라", "휴교령 철폐하라."라는 구호를 외치며 항의 시위를 벌임. 이 과정에서 공수부대를 향해 투석을 시작.
- 10시 15분: 학생들이 던진 돌에 부상자가 발생한 데에 분개한 계엄군(공수부대원들)이 곤봉을 휘두르며 항의 시위 진압. 학생들이 피를 흘리며 쓰러짐. (계엄군측, 시민측 첫 번째 부상자 발생)[26]
- 10시 20분: 일부 학생들이 교문을 벗어나 광주 금남로로 이동함.
- 11시 00분: 전남대 300여 명 가톨릭 회관 집결, 경찰이 최루탄을 발사하며 해산시킴.
- 12시 00분: 전남대학교 학생들이 교문 밖으로 쏟아져 나옴.
- 15시 40분: 금남로 유동 삼거리에서 계엄군이 시위대를 강경 진압. 진압 과정에서 시위대로 추정되는 시민들을 잡아다가 구타 및 현장 체포함. 광주 공용터미널에서 청각장애인인 김경철이 계엄군에게 전신 구타 당함.
- 19시 02분: 계엄사령부, 통행금지령 확대 국내외 방송을 통해 통행금지 시간을 저녁 9시로 당긴다고 발표함.
- 20시 00분: 공수부대의 무차별 구타에 불안, 흥분한 시민들이 자발적으로 학생들에게 동조.
- 21시 00분: 계엄사령부 사령관 이희성 명의로 방송과 라디오를 통해 해산 경고문 발표함.

5월 19일 월요일
- 03시 00분: 11 공수여단이 증원군으로 광주 도착(청각장애인 김경철 병원에서 사망 - 두 번째 희생자).
- 09시 30분: 시민들이 계엄군의 무자비한 탄압에 맞서 임동, 누문동 파출소 방화
- 10시 00분: 시민들 수가 점차 불어나면서 금남로에서 공수부대원들과 투석전 전개. 11공수여단 위력 시위 이후 착검한 상태로 진입, 대검으로 인한 자상자 발생. 11공수여단 약 천여 명이 강경 진압을 강행했고, 3~4명이 한 조가 돼 골목마다 누비며 상대를 가리지 않고 무차별 폭행.
- 14시 40분: 조선대학교로 철수했던 공수부대가 다시 투입돼 무리한 진압 작전 전개.
- 15시 00분: 시내 기관장과 유지들, 회의를 하고 시위 진압을 완화해 달라고 계엄사령부에 건의.
- 16시 30분: 계림 파출소 근처에서 조대부고 고등학생 김영찬이 총격 부상을 당함(최초의 실탄 사격).
- 20시 00분: 시민들이 시위대 합류. 수만 명이 "전두환 물러가라", "김대중 석방하라", "비상계엄 해제하라" 등의 구호를 외침.

5월 20일 화요일
- 08시 00분: 고등학생들의 참여에 자극받은 정부는 문교부를 통해 광주 시내 및 광산군, 나주군 일대 고등학교에 휴교 조치 하달.
- 10시 20분: 가톨릭 센터 앞에서 남녀 30여 명이 속옷만 입은 채 끌려나와 마구잡이 구타 당함. 공수부대와 시민 사이에 공방전 계속.
- 18시 40분: 택시 및 버스 200여 대가 금남로에서 도청을 향해 차량 경적 시위.
- 20시 00분: 택시 및 버스 200여 대가 계엄군 및 공수부대원의 진입을 가로막음.
- 20시 10분: 시위대, 도청으로 서서히 이동. 금남로, 충장로 등에서 택시와 차량에 가로막힌 공수부대 및 경찰과 대치함.
- 20시 00분: 3공수, 11공수 여단장 실탄 분배 지시 (3공수여단장 실탄 장착 지시, 11공수의 경우 61대대, 62대대가 각각 1,000여발씩 분배)
- 21시 00분: 택시 200여 대와 버스들은 진입로를 차단, 공수부대 및 경찰과 충돌. 일부는 우회해서 감.
- 21시 05분: 노동청 쪽에서 시위대 버스가 경찰 저지선으로 돌진해 경찰 4명 사망.
- 21시 50분: 광주민주화운동을 왜곡 보도한 광주 MBC 건물 방화.
- 23시 00분: 광주역 광장에서 계엄군 발포. 시민 김만두, 김재화, 이북일, 김재수 사망. 시민 수십 명 부상.

5월 21일 수요일
- 00시 35분: 노동청 방면에서 군중 2만여 명이 계엄군과 공방전 전개, 광주역에서 철수하던 계엄군, 대검과 곤봉 등으로 시위대 2명 살해. 계엄군 측 부상자 5명으로 보고됨.
- 02시 18분: 시외전화 두절.
- 04시 00분: 시민들이 광주역 광장에서 사망한 시체 2구를 손수레에 싣고 금남로에 등장함.
- 04시 30분: 광주 KBS 건물 방화.
- 08시 00분: 시위대, 광주공업단지 입구에서 진압 명령을 받고 투입된 20사단 병력과 충돌함.
- 10시 00분: 시민들이 아시아자동차공장에서 군용 트럭, 장갑차 탈취해 광주시 내로 몰고들어옴.
- 10시 15분: 도청 앞, 실탄을 지급받은 공수부대원을 맨 앞으로 배치함.
- 11시 10분: 대형 헬기가 도청광장에 도착함.
- 12시 10분: 전남대 진출을 시도한 시위대가 전남대 앞에 배치된 공수부대원들의 저지에 밀려 신안동 굴다리까지 1 km 후퇴. 공수부대의 진압 도중 시민 4명 사망함.
- 12시 59분: 아시아자동차공장에서 몰고 온 장갑차 1대가 도청광장으로 기습 진출.
- 13시 00분: 공수부대의 집단 발포가 시작됨.
- 13시 20분: 청년들이 금남로에서 공수부대의 집중사격을 받고 계속 쓰러짐, 이때부터 공수부대원들이 주요 빌딩에 올라가 시위대를 향해 조준 사격 시작.
- 14시 00분: 시위대가 나주시, 화순군 등지의 예비군 무기고에서 무기를 탈취해 무장 시작.
- 14시 15분: 도지사, 경찰 헬기에서 시위 해산을 종용하는 설득 방송.
- 14시 40분: 시민들이 지원동의 탄약고에서 TNT 입수.
- 15시 48분: 공수부대원들이 주요 빌딩 옥상에서 시위대를 향해 조준 사격.
- 16시 00분: 화순군, 나주군 지역에서 무기 획득한 시위대들이 도청 앞에서 시가전 전개.
- 16시 43분: 학생들, 전남대병원 옥상에 M2 중기관총 2대 설치.
- 17시 30분: 7공수여단, 11공수여단 도청에서 조선대학교로 철수, 3공수여단은 광주교도소로 철수.

5월 22일 목요일
- 광주 시내가 계엄군에 의해 고립됨.
- 광주시내에서 시민군이 계엄군을 모두 몰아냄 (26일 새벽에 계엄군이 재진입할 때까지 광주시내에서 계엄군이 모두 철수).
- 09시 00분: 도청광장과 금남로에 시민들 집결.
- 10시 30분: 군용 헬기 공중 선회하며 "폭도들에게 알린다"라는 내용의 전단 살포.
- 11시 25분: 적십자병원 헌혈차와 시위대 지프가 돌아다니며 헌혈 호소.
- 12시 00분: 도청 옥상의 태극기가 검은 리본과 함께 반기 게양.
- 13시 30분: 시민수습위원회 대표 8명이 상무대 계엄 분소 방문, 7개 항의 수습안 전달.
- 15시 58분: 시체 18구를 도청광장에 안치한 채 시민대회 개최.
- 17시 18분: 수습위 대표, 상무대 방문 결과 보고.
- 17시 40분: 도청광장에 시체 23구 도착.
- 18시 00분: 20사단이 통합병원 진입로 확보를 위해 1 km 전진하며 사격, 작전 중 지역 주민 8명 사망.
- 19시 00분: 동양방송 라디오(현 KBS 제3라디오) 뉴스 프로그램인 뉴스 기상도에서 광주민주화운동 관련 중간조사 결과 뉴스 보도.
- 21시 30분: 박충훈 신임 국무총리, "광주는 치안 부재 상태"라고 방송.

5월 23일 금요일
- 08시 00분: 학생들, 시민들에게 청소 협조 호소.
- 10시 00분: 시민 5만여 명이 도청광장에서 집회를 개최함.
- 10시 15분: 수습위 무기회수반을 조직해 총기 회수 작업 시작.
- 11시 45분: 도청과 광장 주변에 사망자 명단과 인상착의 벽보 게시.
- 13시 00분: 지원동 주남 마을 앞에서 공수부대가 소형버스에 총격, 17명 사망.
- 15시 00분: 제1차 범시민 궐기대회 개최, 계엄사의 '경고문' 전단이 시내 전역에 살포.
- 19시 40분: 최초 석방자 33명 도청광장에 도착.

5월 24일 토요일
- 13시 20분: 11공수부대, 원제 마을 저수지에서 수영하던 소년들에게 사격. 4명 사망.
- 14시 20분: 송암동에서 11공수부대와 전투교육사령부 부대 사이에 오인 총격전 발생 9명 사망 40여명 부상, 오인 총격전 직후 공수부대원이 주변 민가를 수색해 마을 청년 4명 처형.
- 14시 50분: 제2차 민주수호 범시민 궐기대회 개최.

5월 25일 일요일
- 11시 00분: 천주교 김수환 추기경이 메시지와 함께 광주민주항쟁 구호대책비 1천만 원 전달.
- 15시 00분: 제3차 민주수호 범시민 궐기대회 개최.
- 17시 00분: 재야 민주인사들, 김성용 신부의 4개항 수습안에 대해 만장일치 채택.
- 21시 10분: 학생수습대책위원들, 범죄 발생 예방과 식량 공급 청소 문제 등 논의.

5월 26일 월요일
- 김성용 신부를 비롯한 시민 대표들이 재진입하는 계엄군의 탱크를 막아섬. 시민군을 설득하기 위한 협상시간 요구로 계엄군 진군 멈춤.
- 05시 20분: 계엄군, 화정동 쪽에서 농촌진흥원 앞까지 진출.
- 08시 00분: 시민수습대책위원들, 계엄군의 시내 진입 저지를 위해 농성동에서 죽음의 행진 감행.
- 10시 00분: 제4차 민주수호 범시민 궐기대회 개최.
- 14시 00분: 학생수습위원회, 광주시장에게 생필품 보급 등 8개항 요구.
- 15시 00분: 제5차 민주수호 범시민 궐기대회 개최.
- 17시 00분: 학생수습위원회 대변인 외신기자들에게 광주 상황 브리핑.
- 19시 10분: 시민군, "계엄군이 오늘 밤 침공할 가능성이 크다"라고 공식 발표. 어린 학생과 여성들을 귀가 조치.
- 24시 00분: 시내전화 일제히 두절됨.

5월 27일 화요일
- 02시 00분: 계엄군의 광주시 진입.
- 03시 00분: 탱크를 앞세운 계엄군 시내로 진입하기 시작함. "계엄군이 쳐들어옵니다. 시민 여러분, 우리를 도와주십시오."라는 여성의 애절한[50] 시내 가두방송.
- 04시 00분: 도청 주변 완전 포위, 금남로에서 시가전 전개.
- 04시 10분: 계엄군 특공대, 도청 안에 있던 시민군에게 사격.
- 05시 00분: 시민군 생존자들 자진해서 자수. 자수 과정에서 간첩으로 의심되는 사람 3명을 시민군이 자진해서 체포해 계엄군과 경찰에게 넘겼음.
- 05시 10분: 계엄군, 도청을 비롯한 시내 전역을 장악하고 진압 작전 종료.
- 06시 00분: 계엄군, 시민들에게 거리로 나오지 말라고 무선 방송.
- 07시 00분: 공수부대, 20사단 병력에게 도청 인계.
- 08시 50분: 시내전화 통화 재개.

## 피해

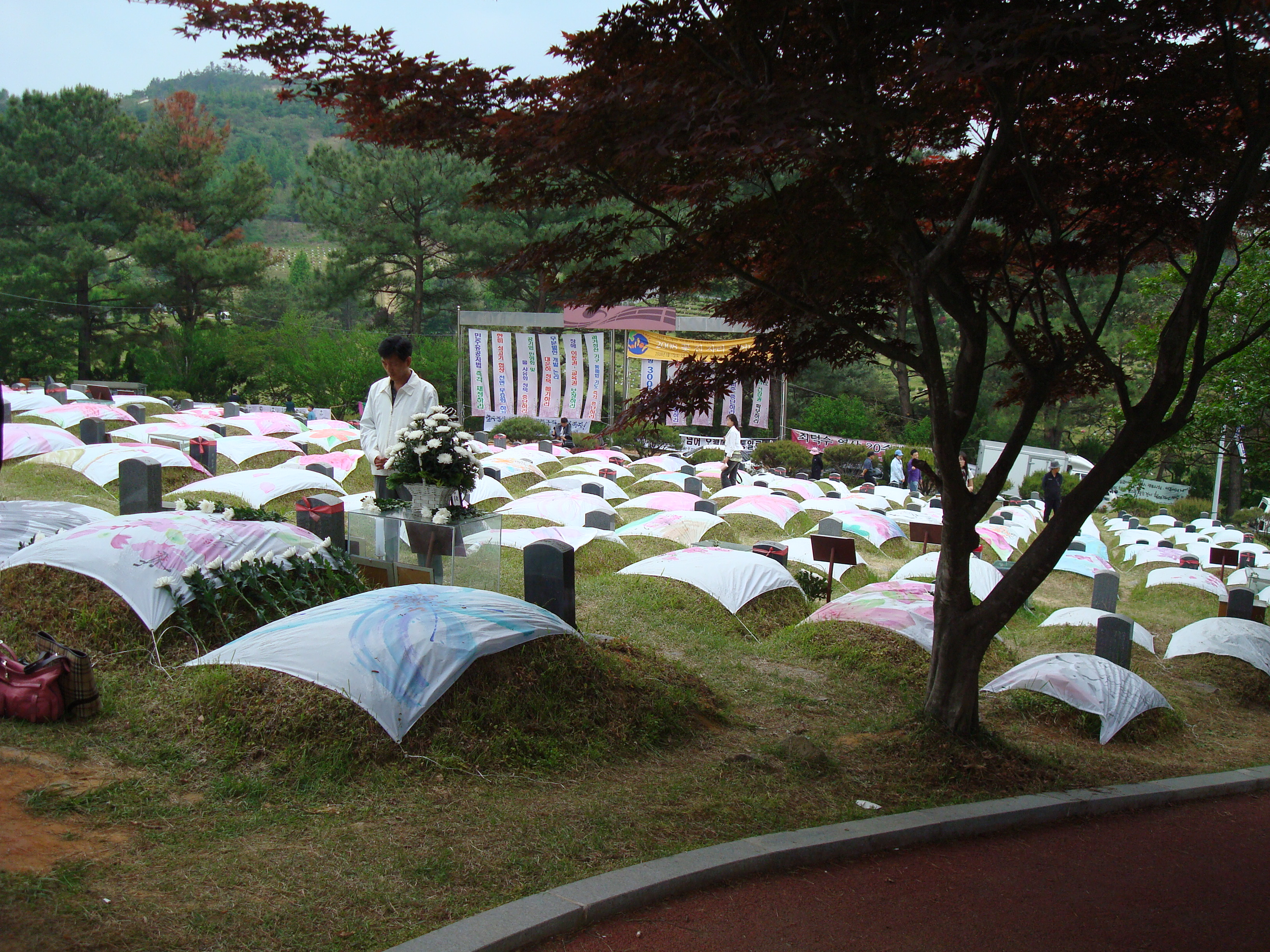
망월묘지공원

5·18 광주 민주화 운동으로 인한 사망자 및 행방불명자는 약 200여 명이고 부상자 등 피해자는 약 4,300여 명이다. 광주광역시가 2009년에 5·18 광주 민주화 운동 29주년을 맞아 당시 목숨을 잃거나 다친 사람을 집계한 결과, 사망자가 163명, 행방불명자가 166명, 부상 뒤 숨진 사람이 101명, 부상자가 3,139명, 구속 및 구금 등의 기타 피해자 1,589명, 아직 연고가 확인되지 않아 묘비명도 없이 묻혀 있는 희생자 5명 등 총 5,189명으로 확인됐다. 이 통계 중 사망자 163명은 유족이 보상금을 수령한 사망자 수이다. 확실하게 신원이 밝혀졌지만, 보상금을 수령받지 않은 사람을 포함하면 사망자는 165명 이상으로 늘어난다. 검찰은 1994년에 사상자 수를 발표했지만, 최초 발포 명령자와 암매장 장소와 같은 핵심 쟁점이 밝혀지지 않으면서, 5·18이 발생한 지 한 세대가 지나도록 이 문제는 미완의 과제로 남아 있다. 5·18 민주화 운동 관련 보상자 통계를 보면, 사망자 240명, 행방불명자 409명, 상이 2,052명 등 총 7,716명이 보상금을 신청했으며, 이 중 인정된 보상자는 사망자 154명, 행방불명자 70명, 상이 1,628명 등 총 5,060명이다. 보상금 수령자 총 5,060명 중 중복 지급자 698명을 제외할 경우, 보상금 수령자는 4,362명이다.
| 연령별 사망자 | 연령별 사망자 | 직업별 사망자 | 직업별 사망자 |
| 연령          | 희생자        | 직업          | 희생자        |
| ------------- | ------------- | ------------- | ------------- |
| 14세 이하     | 8명           | 학생          | 27명          |
| 15-19세       | 36명          | 자영업        | 21명          |
| 20대          | 73명          | 회사원        | 14명          |
| 30대          | 26명          | 방위병        | 2명           |
| 40대          | 9명           | 공무원        | 2명           |
| 50대          | 6명           | 운전사        | 11명          |
| 60대          | 4명           | 직공          | 34명          |
| 확인불가      | 1명           | 무직          | 34명          |
| 계            | 163명         | 계            | 145명         |

진압군 부대 지휘관들은 1988년 광주 청문회 당시에 암매장이 없었다고 진술한 것과 다르게, 진압에 참가했던 공수부대원으로 말미암아 2001년 당시에 공수부대원이 비무장 민간인을 사살, 암매장했다는 양심선언이 발표됐다. 5·18 광주 민주화 운동 진압경찰 및 군인 중 사망자는 경찰 4명, 군인 22명으로, 이들은 1980년 6월 21일 자 국립서울현충원에 안장됐다.
1988년 7월, 국회 5.18 민주화운동 진상조사 특별위원회에 제출된 국방부 답변자료에서 확인된 바에 따르면, 당시 민간인 사망자 가운데 14세 이하의 어린이가 8명에 달했다. 이 가운데 나이 가장 어린 사망자는 4세 가량의 남자 어린이로서 1980년 5월 27일 자로 목에 관통상을 입어 숨졌으며, 신원은 밝혀지지 않았다. 이에 따라 당시에 계엄군이 어린이들에게까지 총을 겨눴다는 사실이 드러나, 5.18 유족회 측이 학살자들에게 단호한 처벌을 해야 한다고 주장했다.
5·18 민주 유공자 유족회와 부상자회, 5·18 기념재단 등 4개 단체가 공식 발표한 통계자료에 따르면, 5·18 사망자는 모두 606명으로, 이 가운데 165명은 항쟁 당시에 숨졌고, 행방불명이 65명, 상이 후 사망추정자는 376명 등이다.
1980년대 중반에는 공수부대의 잔혹한 진압과 무차별적인 연행으로 인해 사망자가 2천여 명에 달할 수 있다는 주장도 나왔다. 실제로 5·18 종료 직후에 정부에 신고된 사망추정자, 실종추정자는 2천여 명에 달했고, 일부 학생운동권이 이를 인용한 주장을 제기했다. 이에 윤성민 국방부 장관은 1985년에 1980년 당시의 사망자 및 실종자로 신고된 인원은 2천 명이 맞는다면서, 그중에는 체포 구금된 자, 사망자, 부상 입원자, 피신자도 포함돼 있어, 이들 인원이 사망자로 잘못 전파된 것이라고 답했다.
5·18 민주화 운동을 경험한 이들 가운데 상당수가 아직도 외상 후 스트레스 장애(PTSD)를 앓고 있다. 연구진은 5·18 유공자 중 부상자와 구속자는 정당한 이유 없이 신체적, 정신적 상해를 입은 성폭행 피해자나 난민, 고문피해자 등 인권 유린 피해자와 유사한 경험을 한 까닭에 상당수가 PTSD 증상을 호소하는 것으로 보인다고 설명했다. 연구를 진행한 오수성 전남대 교수는 "5·18 체험자들은 지금도 만성적인 외상 후 스트레스 장애로 고통받고 있다. 당시 충격을 현실처럼 생생하게 기억하고 재경험하면서, 우울증, 불안장애, 알코올중독을 함께 보이고 있다."라고 설명했다. 또한 이들은 당시의 기억으로 인해 현재도 반복되는 불면과 악몽에 시달리며 고통받고 있다. 2007년 8월 기준, 5·18 피해자로서 사망한 376명 가운데 39명이 자살로 삶을 마감했다. 5·18 피해자의 자살률은 10.4%로 일반인의 약 500배에 달한다.

### 연행자 고문 피해
5·18에서 3천여명에 달하는 수많은 시민이 계엄군으로 말미암아 폭행 당하고 트럭에 실려 광주교도소·상무대에 연행됐다. 연행자는 영창으로 넘겨지기 전에 보안대에서 온갖 고문을 당했다. 5·18과 사실상 연관이 없는 김대중과 관련하여 내란음모 조작이라는 각본 수사가 이루어졌다. 김대중에게서 자금을 얼마 받았느냐는 허위자백을 강요하며, 잔인한 고문, 구타, 심지어 같은 동료끼리 때리게 하는 비인격적 모독 등 이루 헤아릴 수 없는 폭거를 자행했다. 고문이나 구타를 당한 사람들은 석방이 된 뒤에도 오랜 시일 동안에 후유증에 시달려 정상적인 생활을 못 했고, 정신질환을 앓다가 사망했다. 이들은 풀려난 뒤에도 엄청난 공포와 피해의식에 사로잡혀 숨죽이며 살아야 했다.
정동년은 "보안대 조사관들이 잠을 재우지 않고 조사를 하면서 무릎 사이에 곤봉을 끼우고 밟고 군홧발로 짓이기는 등의 고문을 자행했다."라고 그 당시를 회상했다. 또한 그는 "경찰이나 중앙정보부처럼 기술적인 고문을 하지는 않았지만 보안대 조사관들이 김대중 내란 음모 사건 연루 사실을 조작하기 위해 무지막지한 고문을 했다."라며 "지금도 그 때를 생각하면 치가 떨린다."라고 말했다.
한국인권의료복지센터 부설 '고문 정치폭력 피해자를 돕는 모임'은 1980년 5·18 당시에 연행됐었거나 구금됐던 피해자가 1인당 평균 9.5회의 고문을 경험했다는 조사 결과를 발표했다. 이 중 물고문, 매달기, 구타, 비생리적 자세 강요, 강제 급식, 밥 굶기기, 의료 기회 박탈 등 신체적 고문이 62%를 차지했다. 수면 박탈, 복종 강요, 지각 박탈(암실 가두기) 등 심리적 고문은 38%를 차지했다.
연행자는 "워커발로 얼굴 문질러버리기", "눈동자를 움직이면 담뱃불로 얼굴이나 눈알을 지지는 '재떨이 만들기'", "발가락을 대검 날로 찍는 '닭발요리'", "사람이 가득 찬 트럭 속에 최루탄 분말 뿌리기", "두 사람을 마주보게 하고 몽둥이로 가슴 때리게 하기", "며칠째 물 한 모금 못 먹어 탈진한 사람에게 자기 오줌 싸서 먹이기", "화장실까지 포복해서 혀끝에 똥 묻혀오게 하기", "송곳으로 맨살 후벼파기", "대검으로 맨살 포 뜨기", "손톱 밑으로 송곳 밀어넣기" 등 차마 입에 올리기조차 끔찍한 고문을 받았다.
피해자들의 55.8%가 외상 후 스트레스 장애를 경험하고 있으며, 자살자 비율은 10.4%인 것으로 확인되었다.

## 영향과 평가

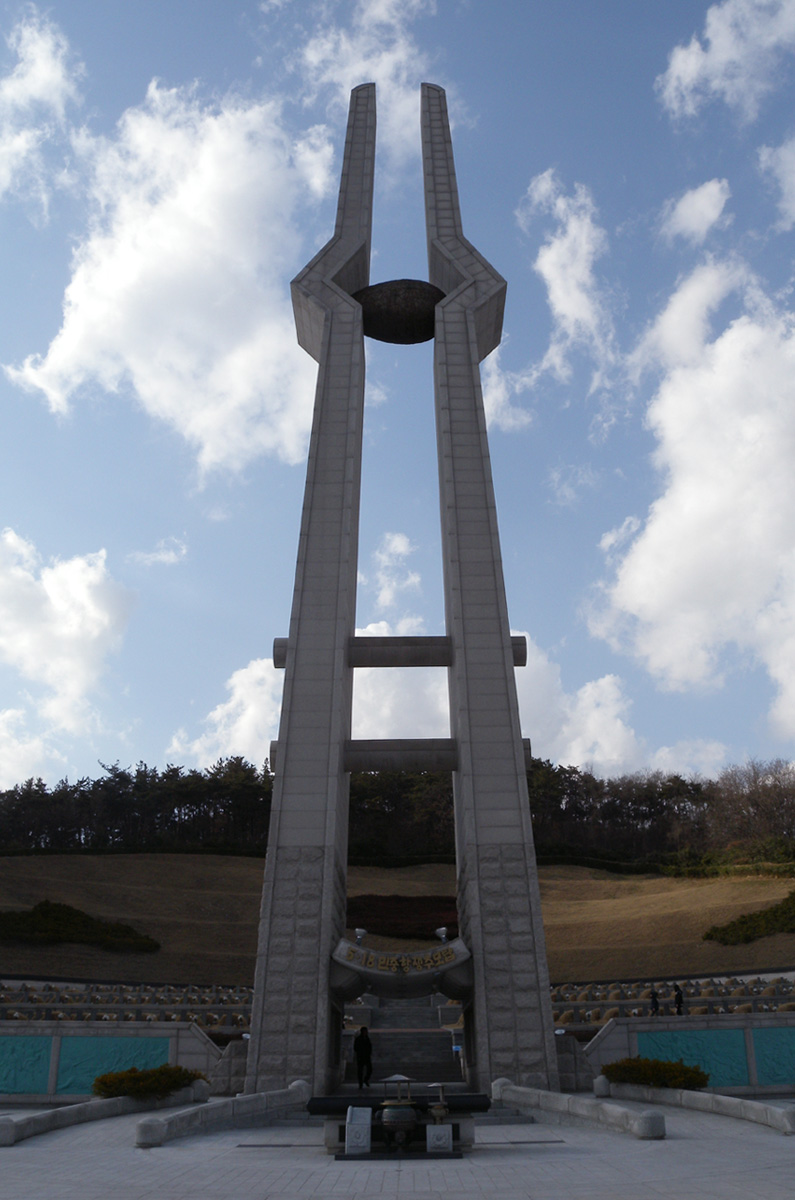
추모탑 (국립 5·18 민주 묘지)

광주 민주화 운동은 끝내 전두환 정권으로 말미암아 진압당했지만, 1980년대 이후의 민주화 운동(1987년 6월 민주항쟁 등)에 큰 영향을 미쳤다. 미국이 전두환 정권의 광주 민주화 운동 탄압을 알면서도 묵인했다는 인식이 널리 퍼지면서 미국을 한국전쟁 때 같이 싸운 혈맹관계로 이해하던 종래의 대미관과 한미관계에 대한 인식도 당시 운동권을 중심으로 재고됐다.
계엄사령부는 1980년 7월 4일에 김대중 내란음모사건을 발표했다. 서울의 학생시위와 광주 민주화 운동을 김대중을 비롯한 민주화 운동가 20여 명이 조종했다는 명목으로 김대중과 민주화 운동가들을 군사재판에 회부한 사건이다. 이는 후에 신군부가 조작한 것으로 밝혀졌다. 이 사건으로 인해 김대중 등은 사형 선고를 받았지만 미국의 강력한 사면 요청에 따라 감형됐다.
전두환 정권은 광주 민주화 운동을 김대중의 사주에 의해 발생한 소요사태로 조작했다. 하지만 1988년에 5공 청문회를 거치고 국회에서 1995년 12월 21일에 광주 민주화 운동으로 규정해, 계엄군의 진압 과정에서 죽거나 부상당한 광주 민주화 운동 관련자들에 대한 명예회복 및 피해 배상을 위한 5·18민주화운동등에관한특별법(1995. 12. 21.)과 5·18 광주 민주화운동 관련자 보상 등에 관한 법률(1997. 12. 17.)이 제정 되면서 전두환 정권의 비(非)민주성과 폭력에 맞서 싸운 민주화 운동으로 다시 평가받았다. 광주 시민들을 학살한 광주학살 책임자들은 서훈이 취소됐으며 그 자격도 박탈됐다. 이 사건의 핵심 관련자인 전두환, 노태우는 1997년에 대법원으로부터 징역형과 2천억 원이 넘는 추징금을 선고받았다. 2018년 7월 10일, 행정안전부는 '부적절한 서훈 취소(안)'을 심의·의결하여 5·18 진압 관련자에게 수여된 대통령 표창 5개와 국무총리 표창 4개를 취소하였다. 과거 5.18민주화운동 등에 관한 특별법이 통과되면서 훈·포장 68점은 모두 취소되었지만, 표창은 관련법이 없어서 대통령령인 '정부표창규정'의 개정을 통해 취소 근거를 마련하였다.

### 의의 및 교훈
- 광주 민주화 운동은 대한민국 민주주의 발전에 결정적 계기가 됐다. 광주 민주화 운동은 민주주의를 향한 시민과 민중의 의지를 대내외에 드러내었고 반민주, 군사독재의 야만성을 세계에 폭로함으로써 군사독재체제의 입지를 크게 약화시켰으며, 민주주의를 향한 민중들의 항쟁의지를 보여준 사건이었으며, 1987년 6월 항쟁의 기폭제가 됐다.
- 광주 민주화 운동은 민주주의를 향한 투쟁이 한 지역에 머물지 않고 전국적 저항과 연대로 이어질 때 비로소 좋은 성과를 낼 수 있다는 뼈아픈 교훈을 남기기도 했다.[67]
- 광주 민주화 운동은 다른 국가의 민주화 운동에도 영향을 끼쳤다는 평가를 받고 있다. 유네스코는 광주민주항쟁은 1980년대 대한민국 뿐만 아니라 필리핀, 타이, 중국, 베트남 등 아시아 등지에서 일어난 여러 민주화 운동에 영향을 끼쳤다고 평가했다.

### 사건 당시에 언론으로 말미암은 왜곡
신군부는 보안사를 중심으로 '언론반'을 구성해 계엄사령부 보도처의 신문·방송·라디오·잡지 등 모든 매체에 대한 보도검열을 시행해 100만 건 이상을 조종 감독했다. 신군부는 'K공작계획'으로 민주화 여론을 잠재우고 군부의 정치 참여를 정당화하는 방향으로 언론을 장악해 나가기 시작했다. 5월 17일 5·17 비상계엄 전국 확대 조치와 함께 보안사에서 계엄포고 제10호를 발표하면서 언론, 출판, 보도 및 방송의 사전 검열 조치를 내리면서 보도검열 위반 시 폐간 조치하겠다고 위협했다.
5·18 민주화 운동 이후 5월 20일에 동아일보, 동아방송, 중앙일보, 경향신문, 문화방송, 합동통신 등의 양심적 언론인들은 사실 보도를 요청했다. 조선일보는 5월 21일에 5·18 사실 보도, 보도 검열 전면 철폐를 요구하면서 제작 거부를 시작했다. 하지만 신군부는 철저하게 무시했다.
당시 상황을 보도하지 못하게 되자, '전남매일신문' 기자들은 집단사표를 쓰고 이를 약 2만 장 인쇄하여 금남로에서 시민들에게 배포했다.
우리는 보았다. 사람이 개끌리듯 끌려가 죽어가는 것을 두 눈으로 똑똑히 보았다. 그러나 신문에는 단 한 줄도 싣지 못했다. 이에 우리는 부끄러워 붓을 놓는다. 1980년 5월 20일 전남매일신문 기자 일동 전남매일신문사장 귀하— 《진실, 광장에서다: 민주화운동 30년의역정》김정남

신군부는 K공작계획에 따라 '광주소요사태의 조속한 진정과 질서회복 유지를 위해 중진 언론인을 초청, 현지 실태를 취재토록 유도하고 국민계도를 촉구토록 유도'한다는 명분과 목적 아래, 신문 방송 통신사의 사회부 기자 32명, 국방부 출입기자 17명 등 합계 49명을 2처 2과장 중령 이용린이 인솔해 1980년 5월 24일 오전 6시 30분부터 오후 6시 40분까지 광주 일원 소요 현장을 취재하도록 했고, 신문 방송 통신사의 사장, 편집국장, 정치부장, 사회부장 각 16명 합계 64명을 4일에 걸쳐 호텔에 초청해 간담회를 가졌다.
미국은 5·18 당시에 대한민국의 민주화를 지지했으나, 군부를 장악한 전두환을 견제하는 데 한계가 있었다. 미국이 5·18 당시의 광주에서 일어난 일들의 전모를 파악했을 때 글라이스틴 주한미대사는 특전사의 지나친 반응이 비극의 직접적 원인이라고 판단했다. 미국 관리들은 그와는 반대로 정부의 통제를 받는 광주의 라디오 방송이 "미국 측이 특전사의 광주 파견을 승인했다."라고 보도하고 있음을 알았다. 글라이스틴 대사는 이 역정보 행위를 대한민국 정부에 항의하고, 이를 정식으로 취소할 것을 요구했다. 그러나 신군부는 이를 취소하지 않았다. 또한 보안사의 조종을 받는 대한민국 언론은 미국 관리의 항의에도 "미국에서 전두환을 승인했다."라는 보도를 쏟아내었다. 이러한 신군부에 의한 왜곡 보도는 대한민국 내 반미 감정이 확산되는 데 기여했다.
2012년 5월 20일, 광주KBS·광주MBC는 32년 만에 5·18 왜곡보도 반성문을 썼다. 이들은 '32년 만에 쓰는 반성문'에서 "시민 여러분 죄송합니다. 그 때 당시 우리는 언론이 아니었습니다. 늦었지만 이제라도 무릎을 꿇고 진실을 알리지 못했던 저희의 잘못을 반성하고 용서를 구합니다."라고 밝혔다.

### 정치인들의 평가
김영삼은 전두환은 대통령도 아니라고 하며, "그 비극을 국민들이 기억해야 한다. 세상에 인간으로서 전쟁을 하는 것도 아니고, 자국 국민을 그렇게 수백 명을 죽일 수 있나. 우리 역사에 길이길이 크게 기록돼야 한다."라며 강도 높게 비판하기도 했다.
김대중은 5·18 민주화 운동의 교훈을 "인권침해에 저항한 인권정신, 맨손으로 잔혹한 총칼에 맞섰던 비폭력 정신, 공권력의 공백 속에서도 질서의식을 가지고 치안을 지켰던 시민정신, 항쟁의 평화적 해결을 위해 부단히 노력했던 평화정신"이라고 규정하고, "광주의 위대한 정신은 우리만의 자랑이 아니라 인권과 민주주의라는 인류 보편의 가치를 믿고 숭상하는 전 세계인의 자랑이며 인간승리의 대서사시"라고 평가했다.
노무현은 5·18 민주화 운동 27주년 기념사에서 "5·18은 역사에 많은 의미를 남기고 있습니다. 무엇보다 정의는 반드시 승리한다는 것을 확인시켜 주었습니다. 군부와 언론에 의해 폭도로 매도돼 무참히 짓밟혔던 그날의 광주는 목숨이 오가는 극한상황에서도 놀라운 용기와 절제력으로 민주주의 시민상을 보여 주었습니다. 너와 내가 따로 없이 부상자를 치료하고 주먹밥을 나누었습니다. 시민들의 자치로 완벽한 민주질서를 유지했습니다. 그리고 마지막 순간까지 대화를 위한 노력을 멈추지 않았습니다. 참으로 세계 시민항쟁의 역사에 유례가 없는 민주시민의 모범을 남겼습니다."라고 연설하며 광주를 민주주의의 성지라고 높이 평가했다.
2007년 8월, 박근혜는 영화 《화려한 휴가》를 관람했고, 5·18은 민주화 운동이라고 평가했다.
2008년 5월 18일, 이명박 대통령은 제28주년 5·18 민주화 운동 기념식에서 참가해 기념사를 했다. 이명박 대통령은 "28년 전 오늘, 자유와 민주주의를 지키기 위해서 숨져간 민주 영령들 앞에 온 국민과 함께 고개 숙여 명복을 빕니다. 그 날의 아픔을 안고 살아가시는 5·18 민주화 운동 유공자와 유가족 여러분들께도 충심으로 위로의 말씀을 드립니다. 역사의 고비마다 정의와 진실을 위해 앞장서 온 광주시민과 전남도민 여러분을 저는 매우 자랑스럽게 생각을 합니다. 5·18 민주화 운동은 크나큰 아픔으로 남았지만, 우리가 지금과 같은 민주화 사회를 이루는 데 큰 초석이 됐습니다."라고 평가했다.
캐슬린 스티븐스 전 주한미국대사는 "5·18의 민주화 정신은 많은 국가들에게 표본이 될 수 있다."라고 평가하며 광주에 대한 애착이 많다고 밝혔다.
레이건 정권 당시 리처드 앨런 전 미국 안보보좌관은 《손석희의 시선집중》에 출연해 5·18 당시의 상황을 설명하며 대한민국에서 이와 관련해 잘못 알려진 사실과 전두환 신군부의 역사 왜곡은 놀라울 정도라고 밝혔다.
한편 전두환과 5공의 핵심인사들은 2016년 6월 자 신동아와의 인터뷰에서 5·18 당시 광주 지역 계엄사령관, 2군사령관, 육군참모총장(계엄사령관), 대통령으로 이어지는 계엄 상황의 군 명령 체계에서 전두환 당시 보안사령관이나 정호용 당시 특전사령관의 월권 행위는 있을 수 없다며 5·18에 대한 신군부의 개입설을 강하게 부인했다.

### 지만원의 북한 특수부대 개입 주장
2002년 이래로 극우 성향의 논객 지만원은 광주 민주화 운동을 "광주폭동"으로 부르는 한편, 조선인민군 개입설을 주장했다. 자유북한군인연합도 북한 인민군 특수부대 1개 대대가 투입됐다고 주장했다. 이들은 2006년 12월 20일 오전 기자회견을 열고 "5·18 광주사태는 (북한의) 자유 민주주의 체제에 대한 백색테러이자 김정일 정권의 대남전략을 증명시켜 주는 현장"이라고 주장했다. 자유북한군인연합 임천용 대표는 "광주사태의 발단과 시발점은 민주화 봉기였다고 인정하지만, 수많은 인명이 무참히 살상되고 끔찍하게 도륙당한 유혈적인 사건은 김정일 정권에 의해 계획적으로 만들어진 테러행위"라고 주장하며 의혹을 제기했다. 그들의 주장은 올인코리아, 코나스넷 등의 극우단체들을 통해 선전됐다. 이날 기자회견에는 지만원, 서정갑 등 극우 성향의 인사가 대거 참석했으며, 기자회견 내용을 계기로 '전두환 군부의 명예'가 회복될 것이라는 주장이 나와, 기자회견의 정치적 배경을 의심케 한다는 의혹이 제기되었다.

#### 공작부대 개입설을 둘러싼 논란과 반박
- 일부 단체는 시민군이 광주민중항쟁을 유혈 진압하는 계엄군의 학살과 폭력에 맞서 무장했다는 사실만을 근거로 5·18 민주화 운동을 북한 인민군의 개입에 따른 폭동 사태라는 주장을 되풀이하고 있다. 그러나 북한 인민군이 개입했음을 명확하게 증명할 수 있는 실질적인 증거가 전혀 없어서 신빙성은 낮다. 증언 내용이 본인이 경험한 내용이 아니라 북한에서 들은 '전언'인 데다 '잃어버린 10년' 등 일부 단체의 논리와 주장에 그대로 따르고 있어서 신뢰성에 의문이 제기되고 있다. 북한군 특수부대의 소행이 맞다면 전두환 정권 시절 이를 밝히지 않고 넘어갔겠느냐는 의문도 제기되고 있다.[86]
- 일부 단체는 계엄사 및 제5공화국 정부의 발표를 인용해, 5·18 민주화 운동에서 희생된 광주 시민 중에 계엄군이 주로 사용하던 총기인 M16 소총보다 시민군이 주로 사용하던 총기인 카빈총에 의한 희생자가 더 많이 있다고 주장했다. 하지만, 5·18 민주화 운동 진압 후 의사·검찰 관계자·보안사 요원이 작성한 사망자 검시 자료 원본에는 M16에 의한 사망자가 카빈에 의한 사망자보다 압도적으로 많았다. 그럼에도 이런 잘못된 주장이 나온 이유는 1980년 6월 중순에 보안사 주재로 사체 검안위원회가 열려, 피해자 보상 문제가 제기되면서 공식 발표에서 카빈에 의한 사망자로 분류된 사망자의 숫자가 늘어났기 때문이었다. 당시 군부에서는 M16 총상 사망자는 군에 대항한 것으로 인식돼 폭도로 분류해야 된다고 주장했다. 따라서 당시 의사 2명과 목사는 난동자(폭도)로 분류될 경우 위로금 등이 지급되지 않았으므로 최대한 양민(비폭도)으로 분류하려고 노력했다고 한다. 검안위원회에서 최초로 폭도로 분류된 사람은 20여 명이 조금 넘었으나, 군에서는 이 정도의 비율이면 곤란하다고 해 격론을 벌인 끝에 최종적으로 38명이 폭도로 분류됐다. 이와 같은 사정으로 인해 사체 검안위원회 회의 결과 M16보다는 M1이나 카빈으로 분류된 사망자가 더 많아진 것으로 1995년에 국방부의 재조사에서 밝혀졌다. 국방부는 1995년 재조사 후에 1980년의 조사는 잘못되었으며, 대다수의 희생자가 M16에 희생되었다고 발표했다.[87]
- 5·18 당시 계엄군의 작전보고·전투상보에 광주 시민을 살해했다는 기록이 남아 있다. 국회 광주특위·검찰·국방부는 대한민국 계엄군 기록을 토대로 진상규명을 했다. 진상규명 결과 무차별 연행과 과잉진압에 의해 수많은 사상자가 발생한 것, 광주역·전남대·전남도청에서의 집단 발포, 광주외곽봉쇄작전 과정에서 일어난 주남마을 미니버스 총격 사건, 광주국군통합병원 진로개척 작전, 송암동 학살 사건 등과 같은 무차별적 발포, 전남도청 재진입 작전 중 무장 시위대에 대한 발포 등이 밝혀졌다. 진압에 적극적으로 참여한 군인들에게 훈장이 주어졌으며, 심지어 상부의 지시 없이 발포를 한 군인들까지 5·18 광주민주화운동이 진압된 이후 신군부로부터 훈장을 수여받았다. 이러한 기록을 토대로 볼 때 대한민국 계엄군에 의한 광주 시민 살해 행위는 분명히 존재했으며, 북한 인민군 특수부대가 광주 시민들에게 계획적인 테러를 행했다는 주장에는 실질적인 증거가 있을 수 없다.[88]
- 일부 단체는 북한이 5·18을 기념한다는 것을 문제삼고 있다. 하지만 북한은 5·18 민주화 운동뿐만 아니라 4·19 혁명(남조선 인민 봉기), 6·3 항쟁(남조선 청년 학생 봉기), 6월항쟁(6월 인민 항쟁), 부마항쟁(10월 민주 항쟁) 등 남한의 주요 민주화 운동을 기념하고, 사건이 발발한 날을 기념일로 지정하고 있다. 북한 당국은 5·18 민주화 운동 등 남한의 민주화 운동을 반미투쟁으로 왜곡해서 북한 주민에게 선전한다. 북한에 있을 때 '5·18 민주화 운동'을 반미투쟁으로 잘못 알고 있었던 탈북자들은 남한에 와서야 사실이 아니라는 점을 알게 되었다고 한다.[89] 광주에 취재를 위해 잠입했던 조갑제는 5·18 당시에 많이 불리고 큰 박수를 받았던 구호가 "김일성은 오판 말라."였다면서 5·18이 반공 민주화 운동이라고 평가하기도 했다.[43]
- 5·18 민주 유공자 유족회의 정수만 회장은 2006년 12월 21일 자 CBS 《시사자키 오늘과 내일》 인터뷰에서 북한군 개입설을 반박했다. 자유북한군인연합에서 "북한군 사망자가 민주화 투사로 둔갑된 사례가 있다."라면서 5·18 광주 민주화 운동 희생자 중 한 명이 북한군이라고 지목을 했는데, 정수만 회장은 이날 인터뷰에서 지목된 인물은 1980년 5월 22일 광주국군통합병원 앞에서 20사단 61연대의 작전 도중 사망한 고등학생 임00라고 밝혔다. 당시 사망자 검시 기록을 보면 임00이 끝까지 군을 추격하기에 계엄군이 사살했다고 한다.[90]
- 5·18 당시 북한의 특이 동향은 없었다. 한미연합사령부와 육군본부 정보참모부의 분석에 따르면, 5월 초부터 5월 18일까지 북한의 특이 동향이 감지되지 않았다.[91] 5월 20일 자 한미연합사령부에서 미국에 보낸 전문을 보면, 그 시점까지 북한군의 어떤 동향도 확인되지 않았다. 5·18을 진압했던 계엄군은 부상자와 연행자 수천 명에 대해 조사 과정에서 대공 판단서를 첨부했다. 여기에는 대공 용의점을 철저히 조사해서 대공 유무를 기록하게 되어 있었는데, 여기서 이상이 있는 사람은 단 한 명도 없었다.[92] 북한의 최고지도자 김일성이 5·18 민주화 운동을 전후해 루마니아를 방문했기 때문에, 북한 당국이 5·18 발발을 사전 예측했다고 보기 어렵다.
- 1980년 5월 21일 오전 8시 자로 전라남도 지역에 진도개 경보 하나가 발령됐다. 5월 23일 저녁, 전 해양경찰에 해안 경계 태세 강화 지시가 떨어졌다. 전라남도 일대 전 해안에는 31사단(이 부대는 대간첩 침투작전 부대) 소속 3개 연대가 경계를 했는데, 93연대가 목포 지역 해안, 95연대가 고흥 여수 지역 해안, 96연대가 무안 영광 지역 해안 경계를 했다. 광주에서 화순으로 빠지는 길은 공수부대 7사단과 11사단이, 나주와 목포, 영광으로 가는 길은 20사단이, 담양 쪽으로 빠져나가는 길에는 3사단이 투입돼 광주 외곽을 전부 막고 있었으며, 31일에는 해안까지 경계가 강화됐다. 이와 같은 철통경계 속에서 일부 단체 주장대로 북한군 600명이 해안으로 침투해서 육로로 빠져나갈 상황이 아니었다.[93][94]
- 자유북한군인연합은 탈북자 사이에서 5·18 북한 개입설은 상식이라고 주장한다. 하지만 전 조선로동당 비서 황장엽 등 고위급 탈북자들은 5·18 북한 개입설을 언급한 적이 없다. 북한 인민군 출신 탈북자 단체인 탈북군인협회 심신복 회장은 '5·18 광주에 북한특수부대가 투입되었다'는 자유북한군인연합의 주장은 현실에 맞지 않다고 지적했다.[95] 북한군 특수부대에서 사관장 계급으로 복무했던 한 탈북자는 "특수부대 병력이 600명이나 내려왔다면 그것은 게릴라 작전이 아니라 전면전에 해당된다."라며 "한 도시에서 일어난 사건에 특수부대 군인들을 대거 보내는 것은 상식적으로 말이 안 된다."라고 잘라말했다. 그는 "소문에 불과한 얘기를 증거나 확인 없이 그대로 전달하면서 거짓이 진실이 됐다."라며 "주목을 끌고 싶은 일부 인사가 잘못된 발언을 해 광주 시민들에게 상처를 줬다"라고 강조했다. 20년간 국가보위부와 정찰국 장교로 복무한 한 탈북자는 "북한군이 만약 5·18 당시에 개입했다가 북한에 돌아왔다 하더라도 해당 군인들이 전역할 때는 작전에 대해 비밀에 부치는 서약서를 쓴다."라며 "더구나 대대급 규모의 작전이었다면 처음부터 극비리에 진행되기 때문에 소문이 날 수가 없다."라고 말했다. 북한재향군인협회는 "상당수 회원들이 북한개입설을 허황된 발언으로 판단하고 있다."라며 "더 이상 광주민주화운동 희생자들에게 상처를 입혀서는 안 된다는 생각을 하고 있다."라고 밝혔다.[96]
- 1980년 당시의 광주는 전라남도 산하의 일개 시로서 서울에서 남쪽으로 300 km 정도 떨어진 소도시였을 뿐만 아니라 군사적으로도 그다지 큰 가치가 없는 지역이었기 때문에 북한 측에서 광주에 개입한다고 해서 별다른 이익을 얻거나 대한민국 정부에 커다란 타격을 줄 만한 상황이 아니었다. 특히 과거에 군사분계선 인근 지역에 무장공비가 출몰했을 때와 김신조 일당의 청와대 습격 미수 사건 등에서 훨씬 적은 숫자의 병력도 주민신고에 의해져 발각되거나 동선이 노출됐다는 점을 고려하면, 해안가도 아닌 후방 내륙 도시에 상당한 수의 병력을 별 노출 없이 침투시켰다는 주장에도 무리가 있다.
- 무엇보다도 광주에서 얼마 떨어지지 않은 전라북도 군산에 주한 미군 공군 베이스캠프가 있는 데다, 시내에서 20~30마일 거리에 있는 광주광역시 송정동에도 주한 미군이 주둔한 상황에서 북한군이 정말 개입했으면 주한 미군 사령부나 미국 정부가 이를 수수방관했을 리가 없었다는 점으로 북한군 개입설은 더더욱 설득력이 떨어진다.
- 또한, 신군부가 정권을 장악한 상황에서 당시 중앙정보부조차도 모르게 북한군이 개입했으면, 대한민국이 오히려 전복될 뻔한 위기를 신군부가 자초했다는 얘기가 되고, 결과적으로 북한군 개입설을 주장하는 우익 단체가 스스로 전두환을 비롯한 신군부의 무능력과 직무유기를 증명하는 결함이 된다.

#### 특수부대 개입설 및 탈북자 주장에 대한 판결
2013년 5월 15일, 서울중앙지법은 김대중 전 대통령이 북한 김일성 주석과 짜고 보낸 북한의 특수부대였다는 글을 쓴 지만원에게 사자명예훼손 유죄를 선고하면서 "지만원이 인용한 탈북자들의 수기내용은 출처나 증언자들이 불분명하고 내용이 검증되지 않았을 뿐만 아니라 김대중 전 대통령과 김일성의 공모에 대한 구체적인 진술을 담고 있지 않으며, 객관적인 근거도 없다."라고 판단했다.

### 여타 보수 인사들의 입장
2007년 3월, 우파 언론인이며 조선일보 원로 기자인 조갑제는 5·18 당시 현장을 취재했었다. 조갑제는 자신이 직접 5·18 당시 현장에서 목격한 상황과 정황에 따른 논리적 판단을 토대로 5·18을 '반공 민주화 운동'이라 평가했고, 일부 우파에서 제기한 북한 인민군 개입설에 정면으로 반박하며, 이러한 주장이 결국 좌파들을 돕는 것이라는 주장을 폈다. 이에 대해 북한 인민군 개입설을 주장한 탈북자 단체 및 이에 동조하는 우파 세력이 조갑제를 비난하는 등의 일이 빚어지기도 했다. 조갑제는 다음과 같은 근거를 들어 애국단체들이 북한군 개입 주장에 동조하는 것은 위험하다고 주장했다.
- 광주시민 수십만 명과 진압군이 목격자이고, 기자 수백 명들이 취재한 목격자가 많은 사건이다. 5·18을 취재했던 어느 기자도 북한군 부대가 개입했다는 생각을 하지 않았다.
- 전투를 벌였을 당시 진압군(계엄군)의 장교들 중 어느 한 사람도 북한군의 출현에 대해서 보고하거나 주장한 사람이 없었다.
- 전국 비상계엄령으로 해안과 항만이 철저히 봉쇄됐다.
- 전두환 정권 아래에서 북한군이 개입했다는 단서가 나오면 확인했을 것이다.
- 대대 규모 북한군이 개입했으면 무장시민으로 말미암아 국군 사망자가 7명에 그쳤을 리 없다.
- 탈북자 증언은 전언에 불과하며, '자기가 광주에 내려왔었다'고 나서도 믿기 힘든 판에 '카더라'란 이야기를 너무 심각하게 받아들여선 곤란하다.
- 김일성이 5월 18일 자 광주 상황 보고를 받고 특수부대를 투입했다고 해도 광주 부근에 나타나려면 빨라도 5월 20일 이후일 것인데, 5월 20일부터 광주가 철통같이 포위됐다.

한편으로 박정희 전 대통령의 딸로서 2004부터 2006년까지 한나라당 대표로서 지낸 박근혜는 2007년 8월에 영화 화려한 휴가를 관람하고 5·18은 "민주화 운동"이라며 "27년 전 광주시민이 겪은 아픔이 느껴지는 것 같았다."라며 "그 눈물과 아픔을 제 마음에 깊이 새기겠다. 진정한 민주주의와 선진국을 만들어 광주의 희생에 보답해야겠다고 생각한다."라고 말했다.
이명박 대통령은 2008년 자 광주민주화운동 기념사에서 광주민주화운동 희생자들을 "온 국민과 함께 자유와 민주주의를 지키려다 숨져간 민주 영령들"이라고 평가했다.
전두환 역시 2016년 6월 자 신동아와의 인터뷰에서 당시 대부분의 군 정보를 파악하고 있던 보안사령관으로서 5·18 시기 조선인민군 개입에 대한 정보 보고는 전혀 없었고 그러한 증거도 없었다며 조선인민군 개입설은 지만원의 일방적인 주장일 뿐이라며 일축했다.

### 언론 보도

#### 대한민국의 언론
조선일보, 중앙일보, 동아일보, 경향신문, 세계일보 등 대한민국 대부분의 언론사와 방송국은 5·18은 '민주화운동'과 '민중항쟁'이라고 평가하고 있다.
1980년 당시에 11공수여단 소속 병사였던 이경남 목사는 《당대비평》 1999년 겨울호에 '20년 만의 고백-한 특전사 병사가 겪은 광주'란 제목의 수기를 통해 "80년 5월 21일 도청 앞 집단발포는 법원의 최종 기록과는 달리 시위대가 아닌 진압군 장갑차가 급히 퇴각하면서 넘어진 군인을 덮쳐 죽게 한 것이 계기가 됐다."라고 밝혔다. 또한 진압 당시 죽은 군인들에 대해 "대부분이 동료들의 오인 사격에 의해서 죽은 거예요. 두 번에 걸쳐서 오인사격이 있었는데, 광주보병학교와 11공수여단 사이에 5월 24일에 교전이 있었고, 또 한 번은 정확하게 기억은 안 나는데, 31사단과 교전이 있어서 오인 사격으로 죽었지 정작 시위대와 충돌해서 죽은 군인들은 굉장히 소수였어요"라고 증언했다.
당시 동아일보 사회부 김충근 기자는 "젊은 여자, 예쁘장한 여자일수록 가해지는 (계엄군의) 폭력은 더 심했고 옷을 찢어발긴다든지 가격하는 신체부위가 여체의 특정부위에 집중됐을 때 그것은 어떻게 표현해야 되겠는가? 백주겁탈, 폭력만행, 성도착적 무력진압 등의 표현들이 떠올랐다."라고 회고했다.
심재훈 뉴욕타임스 서울 주재 기자는 "광주항쟁이 없었으면 우리의 민주화 운동은 세계에 깊은 인상을 남기지 못했을 것이라고 나는 확신한다. 그런 의미로 광주는 우리 민족의 자존심이다. 광주는 세계 현대사에서 민주화 운동을 한 차원 높이 끌어올린 것으로 평가받고 있다."라고 증언을 했다.
중앙일보 광주 주재 기자 장재열은 5·18 당시 작성한 수첩에서 "대검으로 찌르고... 여자에게는 속옷만 입히고 마구 때리고 폭행. 집까지 쫓아가 폭행, 도망가는 시위대에 칼 던졌다."라고 당시 상황을 회고했다.
5·18 당시에 조선일보 사회부 기자로서 지낸 서청원은 "5·18 민중항쟁이 정치에 입문(민한당)하는 결정적인 계기가 됐다."라며 "당시 신문에 5·18 기사가 나가지는 못했지만 나중에 당시 취재기자들과 함께 책을 발간했다."라고 말했다.
종합편성채널인 JTBC가 개국하면서, 1980년 당시 TBC 동양방송이 "80년 광주"라는 미공개 단독 영상을 방송했다.

#### 외국의 언론 및 기자
1980년 5월 25일, AFP 통신은 “광주의 인상은 약탈과 방화와 난동이 아니다. 그들은 민주주의란 대의에 의해 움직이고 있다.”라고 전 세계에 타전했다.
프랑스 언론사 르 몽드 지의 기자 필립 퐁스는 1980년 5월 27일 아침의 광주는 죽음의 도시와 같았으며 그 때 당시 상황을 학살이라고 증언했다.
일본 요미우리 신문의 홍콩 특파원인 마쓰나가 세이타로는 “광주항쟁은 대한민국 민주화의 진전에 크게 기여했다고 본다. 80년대 종반에 민주화가 이뤄진 것은 대한민국 국민과 대한민국 지도자들 마음 속에 광주항쟁 정신이 자리잡고 있었기 때문이다. 광주항쟁은 필리핀 마르코스 정권의 붕괴와 중국 천안문 사건에도 영향을 주었다.”라고 평가했다.
미국의 AP 통신 기자인 샘 제임슨은 “한국전쟁 이후 한반도에서 1980년 광주의 3일간 군대 만행으로 빚은 희생보다 더 큰 것은 없었다. 군대의 만행은 이내 7일 간의 광주 사태로 치달았다.”라고 보도하면서 “대한민국의 거대 신문들은 광주 소재 (주)한국화약 창고의 다이너마이트 탈취 같은 시위자들의 과격한 행동을 강조했고, 군대의 잔인한 행동에 대해서는 침묵했다.”, “수년 동안 많은 남한인과 몇 명의 미국인은 광주항쟁에 대한 미국 정부의 책임을 들춰냈다. 미국은 사실상 비난 또는 적어도 비판을 받아 마땅하다.”라고 5·18을 왜곡한 대한민국의 거대 신문을 비판했다.
미국 뉴욕타임스의 서울 특파원인 헨리 스코트 스톡스는 "1415년 아쟁쿠르에서 있었던 육박전을 연상하게 한다."라면서 "육군 병사들이 착검된 총을 가지고 인간을 도륙하는 상황을 이해하기 위해 500년을 더듬을 수밖에 없었다."라고 당시 상황을 회고했다.
미국의 선 지의 서울 특파원인 블레들리 마틴 볼티모어는 "나는 지난 25년 동안의 기자 생활 중 소련의 아프가니스탄 침공, 중화인민공화국의 장칭 등 사인방 재판, 그리고 인도의 인디라 간디 수상 암살 이후 폭동과 살인사건 등을 취재해 왔다. 그러나 나는 '광주'의 참상은 영원히 잊지 못할 것이다. 어떤 사건이 나의 기억 속에 가장 뚜렷하게 남아 있느냐고 누가 물어보면, 한 마디로 나는 '광주'라고 대답한다."라고 증언했다. 또 "광주항쟁 기간 동안 단 하루밖에 광주에 머물지 않았지만, 1980년 5월 26일 그날 하루만으로도 바로 죽음을 걸고 폭압에 맞서 투쟁했던 용감한 광주시민들의 모습이 나의 뇌리 속에서 지워지지 않는다. 광주야말로 나의 기자로서의 경력 중 가장 감동적인 경험을 제공해 준 곳이었다."라고 5·18을 높이 평가했다.
미국 시카고 트리뷴 특파원으로 수십년 동안 한국을 지켜본 외신기자 도널드 커크는 "광주 민주화 항쟁은 대한민국 사회가 겪었던 정치적인 사건의 전환점이기도 하다."라고 말한 뒤 "이 사건은 김대중 대통령이 당선되는 데 중요한 역할을 하기도 했다."라고 5·18 광주 민주화 운동을 높이 평가했다.
독일의 사진작가이자 저널리스트인 마티아스 라이는 "나는 외국인이지만 역사의 한복판에서 고통받았던 광주 시민을 만났을 때 뜨거운 눈물을 주체할 수 없었다."라며 "세계인들도 나처럼 5·18 역사를 배우면 뜨거운 감동을 느낄 수 있을 것."이라고 말했다.
한국전쟁 이후 서울 상주 특파원으로 일한 최초의 서양인 기자인 노먼 소프는 아시아월스트리트저널(AWSJ) 기자로 근무하던 중 5·18 민주화 운동을 겪었다. 그는 "5·18 민주화 운동은 대한민국의 민주화를 향한 길고 긴 투쟁의 일부분이다. 앞 세대가 자유선거를 확립하고 민주주의를 꽃피우려고 얼마나 많은 어려움을 겪었는지 지금 젊은 세대가 배우고 진심으로 감사하길 바란다."라며 "지금은 언론계에서 은퇴했지만 민주화 운동 때 대한민국 정부의 많은 압력에도 저를 비롯한 많은 헌신적인 기자들이 외국 독자들에게 대한민국 상황을 알리려고 노력했다. 시민을 진압하던 군인들의 잔혹함이 시위를 촉발했다는 것을 알게 됐다"라고 말했다. 또한 "외국 잡지나 신문을 대한민국에 들여오는 과정에서 군 관계자들이 배포 전 모든 자료를 검열했다. 광주에 대한 기사나 전두환을 비판하는 기사 등 마음에 들지 않는 기사가 있을 때는 배포 전 지면에서 빠졌다. 외신 기자들이 쓰는 기사도 감시의 대상이었다. 주거 비자가 나오는 것도 몇 달씩 걸려 30일마다 출입국을 반복했다"라고 당시를 회상했다.
독일 제1공영방송 ARD-NDR의 기자 위르겐 힌츠페터는 5·18 광주 민주화 운동과 그 참상을 서방 세계에 처음으로 알렸다. 위르겐 힌츠페터는 또 1980년 9월에 김대중이 사형 판결을 받자 항의 표시로 "기로에 선 대한민국"이란 제목의 45분짜리 다큐멘터리를 제작하기도 했다. 그는 나중에 치밀어 오르는 울음을 간신히 참으면서 이 비참한 광경을 필름에 담았다. "내 생애에서 한번도 이런 비슷한 상황을 목격한 적이 없었다. 심지어 베트남전쟁에서 종군기자로 활동할 때도 이렇듯 비참한 광경은 본 적이 없었다."라고 술회하였다.
AP 통신 기자인 테리 앤더슨(당시 LA타임스의 일본 지부 총국장)은 5·18에 대해 "5·18은 사실상 군인들에 의한 폭동이었다. 놀라움과 분노로 가득찬 시민들 앞에서 시위대를 추격하며 곤봉으로 때리고, 최루탄은 물론 총까지 쏘았다. 공수부대원들은 상점과 시내버스 안까지 쫓아가서 젊은이들을 잡아 끌어냈다. 광주는 분노로 일어섰다."라고 진술했다.
독일 남부독일신문 기자인 히일셔는 "5·18 당시 부상자들이 너무 많아 부상자들을 수용할 병실이 부족했다."라고 회고했다.

### 학계의 평가
한홍구 성공회대 교수는 "인류 역사에서 보기 어려운 일이었어요. 정말 놀라운 일이지. 무기가 수천 정이 풀렸는데 강도 사건이 하나도 일어나지 않았어요. 물자가 부족했지만 아무도 매점매석한 사람이 없었고. 그게 바로 대동세상이죠. 그때를 생각하면 죽어도 여한이 없다는 사람을 만나 본 적이 있어요."라고 강연했다.
조지 카치아피카스 미국 웬트워스공대 교수는 5·18 광주 민주화 운동을 '미래 사회에 자유라는 빛을 던져준 사건'으로 "광주 민주화 운동은 독재정권에서 민주화로 가는 역사의 지렛대였으며, 그 에너지는 전 세계에 강하게 퍼지고 있다"라고 말했다.
브루스 커밍스 미국 시카고대 교수는 2005년 자 영국 BBC방송 인터넷판에 보도된 논평에서 "광주에서의 경험으로 한국인들은 독재로부터 탈출과 미국의 통제에서 벗어나는 일을 연관짓게 됐다."라는 견해를 밝혔다.
에드워드 베이커 전 미국 하버드대 엔칭 연구소 부소장도 2005년 12월 자 김대중도서관에서 열린 학술대회에서 '독재와 미국인에 대한 한국인들의 태도를 바꾸는 대한민국 근대사의 전환점'으로 5·18을 기술하기도 했다.

### 인권, 시민운동가들의 평가
광주인권상 수상자인 태국의 시민운동가이자 인권운동가인 앙카나 닐라파이지트는 "힘 없는 학생과 시민들의 민주화 운동이 주는 감동은 믿기지 않을 만큼이었다."라며 "5·18과 이후 광주의 인권운동은 세계적으로 본받을 만한 사례"라고 밝혔다.
광주인권상의 2005년 수상자인 와르다 하피즈 인도네시아 도시빈민협의회 사무총장은 "5·18 이후 대한민국의 인권발전은 아시아 인권활동가의 표본이자 목표"라고 높이 평가했다.
광주인권상의 2003년 수상자인 단데니야 G. 자얀티 스리랑카 실종자 기념회 대표는 "나에게 5·18은 인권투쟁을 위한 훌륭한 영감의 원천"이라고 치켜세웠다.
바울 슈나이스 목사는 "광주는 깨어 있는 양심과 열린 눈으로 불의와 폭력에 저항하라는 경고인 동시에 격려이며, 폭력, 전쟁, 죽음에 저항하기 위해 함께 뭉쳤던 새 역사의 출발점이었다."라며 "이런 광주에 대한 기억을 잊지 말아야 한다."라고 강조했다.
노벨평화상 수상자인 미얀마의 아웅산수찌 여사는 "1980년 광주 민주화 운동은 아시아 민주주의 발전에 지대한 영향을 미쳤다."라면서 5·18의 정신과 가치를 높이 평가했다.
김수환 추기경은 이후에도 언론매체와의 인터뷰에서 "가장 가슴 아팠던 일은 광주의 5월"이라고 말하며 고통스러운 심경을 밝혔다. 그는 언론 인터뷰에서 "개인적으로 가장 고통을 겪었을 때가 그때였다. 사태가 그대로 알려지지도 않고… 내가 할 수 있는 노력은 다 해봤지만 먹혀들어가지도 않고 많은 사람들이 상처를 받은 것 같으니까…"라고 안타까웠던 심정을 드러내기도 했다.
1984년에 대한민국을 방문한 교황 요한 바오로 2세의 첫 방문지는 광주였다. 교황은 경호를 맡은 청와대 경호팀의 만류에도 5·18의 상징 장소인 금남로와 옛 전남도청을 돌아 미사 장소였던 광주 무등경기장으로 이동했다. 교황은 '용서'라는 주제의 미사를 통해 "광주시민과 같은 특별한 아픔을 가진 사람들은 용서가 어려울 수도 있다."라며 광주시민들을 보듬었다.

## 관련 판결
문민정부가 출범하자 사회 각계각층에서 불법적으로 집권한 신군부 인사를 고소·고발했다. 검찰은 1995년 7월에 5·18 사건에 대해 전두환이 불법적인 방법으로 정국을 장악할 의도가 있었고 무고한 시민이 희생된 것이 확인됐지만, "성공한 쿠데타를 처벌할 수 없다."라는 논리로 내란죄·반란죄 여부를 따지지 않고 불기소 처분했다. 헌법재판소는 1995년 12월에 검찰의 불기소 처분에 대해 "성공한 쿠데타도 처벌할 수 있다."라는 취지의 인용 결정을 내렸다. 같은 달 검찰에 특별수사부가 설치돼 12·21 사건과 5·18 사건 재수사에 나섰고, 국회에서 5·18 특별법을 제정해 12·12 사건, 5·18 사건 공소시효 정지 규정을 두었다. 5·18 사건 공소시효 만료 하루 전인 1996년 1월 23일, 검찰은 전두환 등 신군부 인사들을 전격적으로 기소했다.
대법원은 1997년에 전두환, 노태우 두 전직 대통령 및 다른 피의자들이 "반란수괴, 반란모의참여, 반란중요임무종사, 불법진퇴, 지휘관계엄지역수소이탈, 상관살해, 상관살해미수, 초병살해, 내란수괴, 내란모의참여, 내란중요임무종사, 내란목적살인, 특정범죄가중처벌등에관한법률위반(뇌물)"과 같은 범죄를 저지른 것으로 판결했다. 이에 따라 전두환은 무기징역에 추징금 2,205억 원, 노태우는 징역 17년에 추징금 2,628억 원을 선고받았다. 이후 김대중 정권에 의해 징역형은 사면됐으나, 추징금은 현재까지 내지 않고 있다.
또한, 광주 민주화 운동의 관련자를 숨겨준 천주교 신부에게 정당행위를 부정, 범인은닉죄로 처벌한 판례(1983년)가 있다. 이회창 대법관이 참여한 재판이며, 황인철 변호사 등이 변호한 사건이 있다.

### 5·18 사건 대법원 판결
1997년, 대법원은 성공한 쿠데타의 가벌성에 "피고인들의 정권장악을 통해 새로운 법 질서를 수립한 것으로 볼 수 없고, 우리의 헌법 질서 하에서는 헌법에 의한 민주적 절차를 거치지 않고 폭력에 의해 헌법기관의 권능 행사를 불가능하게 하거나 정권을 장악한 행위는 어떤 경우에도 용인될 수 없다."라고 분명하게 적시했다. 또한 5·18 민주화 운동에 대한 전반적인 사실 관계를 다음과 같이 확정지었다.
피고인들이 국헌을 문란케 할 목적으로 시국수습 방안의 실행을 모의하고, 모의할 당시 그 실행에 대한 국민들의 큰 반발과 저항을 예상하고, 이에 대비해 '강력한 타격'의 방법으로 시위를 진압하도록 평소에 훈련된 공수부대 투입을 계획한 후, 이에 따라 광주에 투입된 공수부대원들이 시위를 진압하는 과정에서 진압봉이나 총 개머리판으로 시위자들을 가격하는 등으로 시위자에게 부상을 입히고 도망하는 시위자를 점포나 건물 안까지 추격해 대량으로 연행하는 강경한 진압작전을 감행하였으며, 이와 같은 난폭한 계엄군의 과잉진압에 분노한 시민들과의 사이에서 충돌이 일어나서 계엄군이 시민들에게 발포함으로써 다수의 사상자가 발생하였고, 그후 일부 시민의 무장저항이 일어났으며, 나아가 계엄군이 광주시 외곽으로 철수한 이후 귀중한 국민의 생명을 희생하여서라도 시급하게 재진입작전을 강행하지 아니하면 안될 상황이나 또는 광주시민들이 급박한 위기상황에 처하여 있다고도 볼 수 없었는데도 불구하고, 그 시위를 조속히 진압하여 시위가 다른 곳으로 확산되는 것을 막지 아니하면 내란의 목적을 달성할 수 없는 상황에 처하게 되자, 계엄군에게 광주 재진입작전을 강행하도록 함으로써 다수의 시민을 사망하게 하였다.

## 5·18 기록물 유네스코 세계기록유산 등재
5·18 광주 민주화 운동 기록물은 2011년 5월 25일에 영국 맨체스터에서 열린 유네스코 세계기록유산 국제자문위원회(IAC) 심의를 통과함에 따라 세계기록유산으로 등재가 결정됐다.
5·18 민주화 운동 기록물의 유네스코 기록 유산 등재가 최종 심사 결과만을 남겨 두고 서석구, 지만원 등 극우 인사는 5·18이 북한군의 학살이라고 주장하면서 유네스코 본부에 반대 청원서를 제출했다. 유네스코는 국내외 검증 절차를 거쳐 '북한군 개입설'이나 '폭동설' 등은 허위라고 결론짓고 2011년 5월 25일에 심사위원 14명의 만장일치로 세계기록유산으로 등재했다.

유네스코는 5·18 민주화 운동이 대한민국의 민주주의와 인권의 전환점이었을 뿐만 아니라, 동아시아 국가들의 민주화를 이루는데 기여했으며, 나아가 냉전 체제를 깨트리는데 도움을 줬다고 평가했다.
편철 4,271권, 8,580,904페이지, 네거티브 필름 2,017컷과 사진 1,733장, 영상 65작품, 1,471명의 증언, 유품 278점, 연구물 411개, 예술작품 519개 등 세계기록유산에 등재된 5·18 관련 기록물은 다음의 9개 주제로 구분되어 있다.
1. 국가기관이 생산한 5·18 민주화 운동 자료(국가기록원, 광주광역시 소장)
2. 군 사법기관 재판 자료, 김대중 내란음모사건 자료(육군본부 소장)
3. 시민들이 생산한 성명서, 선언문, 취재수첩, 일기(광주광역시 소장)
4. 흑백필름, 사진(광주광역시, 5·18기념재단 소장)
5. 시민들의 기록과 증언(5·18기념재단 소장)
6. 피해자들의 병원 치료 기록(광주광역시 소장)
7. 국회의 5·18 광주 민주화 운동 진상 규명 회의록(국회도서관 소장)
8. 국가의 피해자 보상 자료(광주광역시 소장)
9. 미국의 5·18 관련 비밀해제 문서(미국 국무성, 국방부 소장)

특히 여고생이 당시 상황을 자세하게 적은 일기장은 언론의 관심을 받기도 했다. 일기를 적은 인물은 이를 유네스코 등재 위원회에 기증하겠다고 밝혔다.
강운태 광주시장은 2011년 9월 4일에 기자회견을 두고 "5·18광주민주화운동 기록물 세계기록유산 등재는 31년 만에 국제적으로 공인된 쾌거."라며 "5·18 민주화 운동이 헌법전문에 명시되도록 추진하겠다."라고 밝혔다.
앞으로 시민과 해외 선교사 등을 대상으로 자료 수집 운동을 펼쳐 수집된 자료를 추가 등재할 계획이며, 이와 함께 광주가톨릭센터에 5·18 아카이브의 구축을 통한 기록물 디지털화, 기록물의 국가문화재 지정과 또한 5·18의 헌법전문 명시, 유네스코와 협력하여 인권평화상의 제정 등이 추진된다.

## 5·18 민주유공자 예우
광주민주화운동 관련자 보상 등에 관한 법률은 1990년 제정 뒤, 2000년에 법률 제6122호까지 4차례 개정되었다. 유족의 범위와 보상지원을 위한 위원회 설치, 보상금과 각종 지원금 등에 관한 규정을 담고 있다. 광주민주유공자 예우에 관한 법률(법률 제6650호)로 2002년 1월 26일에 제정된 뒤, 2004년에 개정되면서 현재의 명칭으로 바뀌었다. 유공자와 그 유가족에게 교육지원, 취업지원, 의료지원, 대부, 양로지원, 양육지원 및 기타 지원을 실시한다. 민주화운동 정신을 계승 발전시키기 위해 각종 기념 추모사업을 실시하며 국립 5·18묘지를 설치한다.

## 기타
5·18 당시에 광주대동고등학교 2학년 재학생 신분으로 시민군의 대열에 참여해 총상을 입었던 윤기권은 광주 항쟁의 충격으로 정신이상 증세를 보였으며, 정신질환 치료비 조로 보상금을 많이 받았다. 그는 1991년 1월에 광주 민주화 운동 보상금을 수령하였고, 노모에게 광주 보상금을 건넨 뒤, 유럽여행을 떠났다가 영국 대사관을 통해 조선민주주의인민공화국으로 월북했다. 지인들은 "윤씨가 사람들의 긴 침묵에 괴로워했다."라면서 5월 항쟁의 큰 충격은 감수성이 예민한 한 고등학생에게 11년이 지난 오늘 '월북'이라는 '돌연한 결과'를 가져오게 했을 것이라고 말했다.
5·18 현장에 있었던 많은 증인은 진압군의 입에서 술 냄새가 났다는 등의 증언을 하고 있다. 술 취한 군인이 연행자를 살해한 사건도 발생했다. 1980년 5월 22일쯤에 전투교육사령부(전교사) 전투발전부장 김순현 준장과 전교사 작전참모 백남이 대령 등은 전교사 연병장에서 공수부대원이 헬기에서 내리는 연행자의 왼쪽 귀 뒷부분을 칼로 찌르는 장면을 목격했다. 그 부상자는 헬기로 광주국군통합병원으로 이송됐으나 몇 시간 뒤에 병원장에게서 확인한 결과 사망했다. 김순현 준장은 당시 공수부대원의 행동을 제지하려고 했으나 이들은 자신에게 대들었으며 술 냄새가 났다고 증언했다.
5·18 당시의 '여학생 유방 난자'라는 유언비어와 관련해, 5월 20일 밤과 5월 21일 오전의 가두방송을 주도하며 관련 내용을 방송했던 전옥주는 민화위에 출석해 "여학생의 유방이 찔렸다는 말이 유언비어라지만, 나는 여자의 가슴이 칼에 찔려 유방이 드러난 것을 봤다"라고 증언했다. 이에 국회 광주 민주화 운동 특위는 1989년 1월 16일 항쟁 당시에 부상 시민들을 수술했던 전남대병원과 적십자병원, 기독병원과 종합병원에 대한 문서 검증을 해 항쟁 초기 단계에 공수부대원의 대검과 진압봉에 의해 자상과 타박상을 입은 부상자들을 확인했다. 그 결과 전남대 흉부 외과의사였던 오봉석 씨의 증언을 확인하였다.
공수부대와 시민 간에 접전이 치열했던 19일부터 22일까지는 병원 응급실은 물론 1층 환자대기실 수납창구와 복도까지 매트리스나 보조침대를 깐 환자들로 인산인해를 이루었다. '공수부대의 처녀 유방 난자' 소문과 관련 대검으로 가슴을 찔린 여자 환자를 치료한 적 있다. 가슴 부위와 등을 대검에 찔린 최미자(당시 19세) 양이 찔린 정확한 부위는 겨드랑이와 젖가슴 사이로 계엄군이 젖가슴을 목적으로 찔렀는지는 이상 부위만 갖고 쉽게 판단할 수는 없다. (환자는 4주 후 퇴원)

## 같이 보기
| 사건, 사고 - 2·28 대구 학생의거 - 부마민주항쟁 - 주남마을 미니버스 총격 사건 - 광주외곽봉쇄작전 - 광주 재진입 작전 - 송암동 학살 - 민주화 운동 - 전남도청 본관 - 국립5·18민주묘지 - 10·26 사건 - 12·12 군사 반란 - K-공작계획 - 5·15 서울역 집회 - 5·17 쿠데타 - 김대중 내란음모사건 - 서울역 회군 - 킬링필드 | 인물 - 김대중 - 존 위컴 - 김영삼 - 전두환 - 노태우 - 정호용 - 장세동 - 정웅 - 이희성 - 정호용 - 황영시 - 주영복 - 최규하 - 신현확 | - 김의기 - 박관현 - 윤한봉 - 윤상원 - 전옥주 - 지만원 - 홍남순 - 정상용 - 김준태 - 위르겐 힌츠페터 - 스노베 료조 - 1977년~1981년 주한일본대사, 광주민주화운동을 전후한 신군부의집권과정에서 일본의 측면지원 역할 - 에비스 겐이치(惠比壽建一) - 前일본 내각조사실 한반도 담당반장, 1980년 5월 10일에 북한의 남침관련 날조정보 제공 | 정권, 기타 - 제4공화국 - 최규하 정부 - 제5공화국 - 제6공화국 - 문민정부 - 노태우 정부 - 5·18민주화운동 기념일 - 5·18기념공원 - 보안사령부 - 특전사령부 | 관련 문화예술 및 미디어 - 교향시 《광주여 영원히!》 - 드라마 《모래시계》 - 드라마 《제4공화국》 - 드라마 《제5공화국》 - 시 《아아 광주여, 우리나라의 십자가여》 - 노래 《임을 위한 행진곡》 - 책 《기찻길 옆 동네》 2권 - 영화 《꽃잎》 - 영화 《박하사탕》 - 영화 《화려한 휴가》 - 영화 《26년》 - 만화 《26년》 - 영화 《택시운전사》 - 소설 《소년이 온다》 기념사업 - 광주인권상 - 5·18 기념재단 |

## 참고 자료
- 김양오, 《光州 보고서》, 도서출판 청음, 1988
- 학술단체협의회, 《5·18은 끝났는가》, 푸른숲, 1999
- 동아시아평화인권한국위원회, 《동아시아와 근대의 폭력》, 삼인, 2001
- 강준만, 《한국현대사산책:1980년대편 1》, 인물과 사상사, 2006
- 강준만, 《한국현대사산책:1990년대편 1》, 인물과 사상사, 2006
- 강준만, 《한국현대사산책:1990년대편 2》, 인물과 사상사, 2006
- 대법원 판결문 (96도3376)
- 대법원 판결문 요지
- 국방부 과거사진상규명위원회 종합보고서 2권 12.12 5.17 5.18 사건
- 당시 외신 보도